# Ужгород
У́жгород (укр. Ужгород, венг. Ungvár, чеш.  и словац. Užhorod, рум. Ujgorod, нем. Uschhorod, идиш וזשגאָראָד‎) — город на западе Украины, административный центр Закарпатской области и Ужгородского района. Центр Ужгородской агломерации. Является крупнейшим городом области.

## Этимология
Первое письменное упоминание о городе сделано арабским путешественником Аль-Идриси в 1154 году. Как свидетельствуют исторические документы, со времени первого упоминания фактически до конца Первой мировой войны город имел только одно название: Унгвар (венг. Ungvár, видоизменения Гункбар, Гугвар, Онгвар). Само слово состоит из двух частей: «Унг» и «вар». Что касается второй из них, здесь учёные единодушны, так как слово vár в венгерском языке означает «укрепление, крепость, замок» (в венгерский язык оно попало из одного из иранских). Большие дискуссии вызывает этимология слова «Унг». В 1860 году один из первых историков города Карой Месарош (1821—1890) утверждал, что «Унг» якобы означает «быстрый». Между тем, для определения указанного понятия в славянских языках употребляются совершенно другие слова. Один из исследователей Эде Маукс, опираясь на то, что среди кочующих тюркских народов вожди племён назывались «онг», и поскольку, согласно историческим трудам венгерского автора Анонима (нач XIII века), Арпад — один из вождей древних угров в конце IX — начале X веков — захватил Ужгород, то и крепость (город) получила название «Онгвар» («Унгвар»). Однако, как выяснилось, Арпад имел титул «юли» или «Дюлы» (из чего позже возникло собственное имя Дьюла), а не «онг». Не подтверждается и предположение Пал Ясои, что это название происходит от имени посла восточно-римского императора Феодосия Онегеса, направленного к королю гуннов Аттиле (V век). Иван Раковский считал, что название Унгвар более славянское, чем Ужгород, и происходит от таких слов, как Уг (Унг), означающее Юг (река Унг (Уг по-словацки), сегодняшний Уж, течёт на юг) и слова «тваръ» (творить, твердыня, крепость), из которого выпала буква «т» и оно получило форму вар.
В первой половине XIX века выдающийся славист Павел Шафарик (1795—1861) искусственно из названия Унгвар образовал название Угвар. С названия Угвар позже была сделана калька «Оуггородъ». Параллельно с этим преподаватель Духовной семинарии Андрей Балудянский (1807—1853) создал форму «Унгоград», переведя венгерское слово «вар» (замок, укрепления) на славянское «град», однако ни одно название не прижилось. В середине XIX века появляется название Ужгород. Возникло оно под влиянием подъёма национальных движений русинского населения края, особенно во времена венгерской революции 1848—1849 годов. Кому принадлежит авторство в сотворении этого названия, пока неизвестно, однако существуют представления, каким образом оно образовано. Вместо элемента «Унг» употреблено слово «Уж», а венгерское «вар» («замок, крепость») переведёно словом «город». Однако новое название города — «Ужгород» — в то время не прижилось. Им спорадически пользовались до конца 1860-х годов лишь немногие из представителей местной интеллигенции (например, Александр Духнович). Население же края, как писал в 1869 году И. Раковский, «в недоумініи обращается ко священикамъ съ вопросомъ: что это за місто Ужгородъ, где оно?». Не удивительно, что и это название не прижилось. О нём вспомнили только после Первой мировой войны, когда Закарпатье отошло к Чехословакии, и новая власть решила славянизировать названия городов и сёл края. С того времени, за исключением короткого периода (1938—1944), когда Закарпатье входило в состав хортистской Венгрии, официально употребляется название Ужгород.

## География
Город расположен в 785 км от Киева на высоте примерно 120 м в предгорьях Украинских Карпат на реке Уж. Территория города составляет 42 км². Протяжённость города с севера на юг — 5 км, с востока на запад — 8 км. Наивысшая точка Ужгорода — гора Великая Дайбовецка — 224 м. Площадь зелёных массивов и насаждений составляет 1574 га. Речка Уж пересекает город, значительную часть площади города составляет Правобережная часть (Старый Город), которая несколько больше левобережной. Ужгород расположен на границе со Словакией.

## История
На протяжении своей более чем тысячелетней истории Ужгород не раз переходил из рук в руки. В городе находится липовая аллея, которая считается самой длинной в Европе, несколько средневековых замков и соборов.

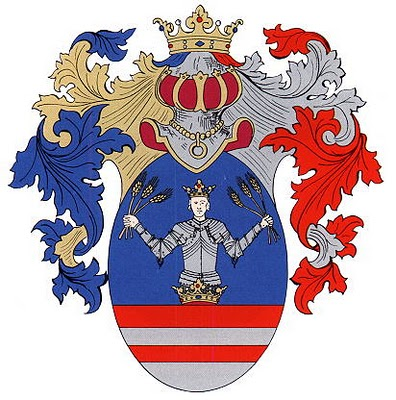
Герб Ужгорода в составе Австро-Венгрии

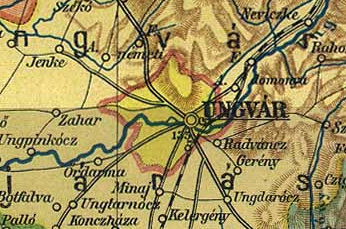
Австро-Венгерская карта 1910 года

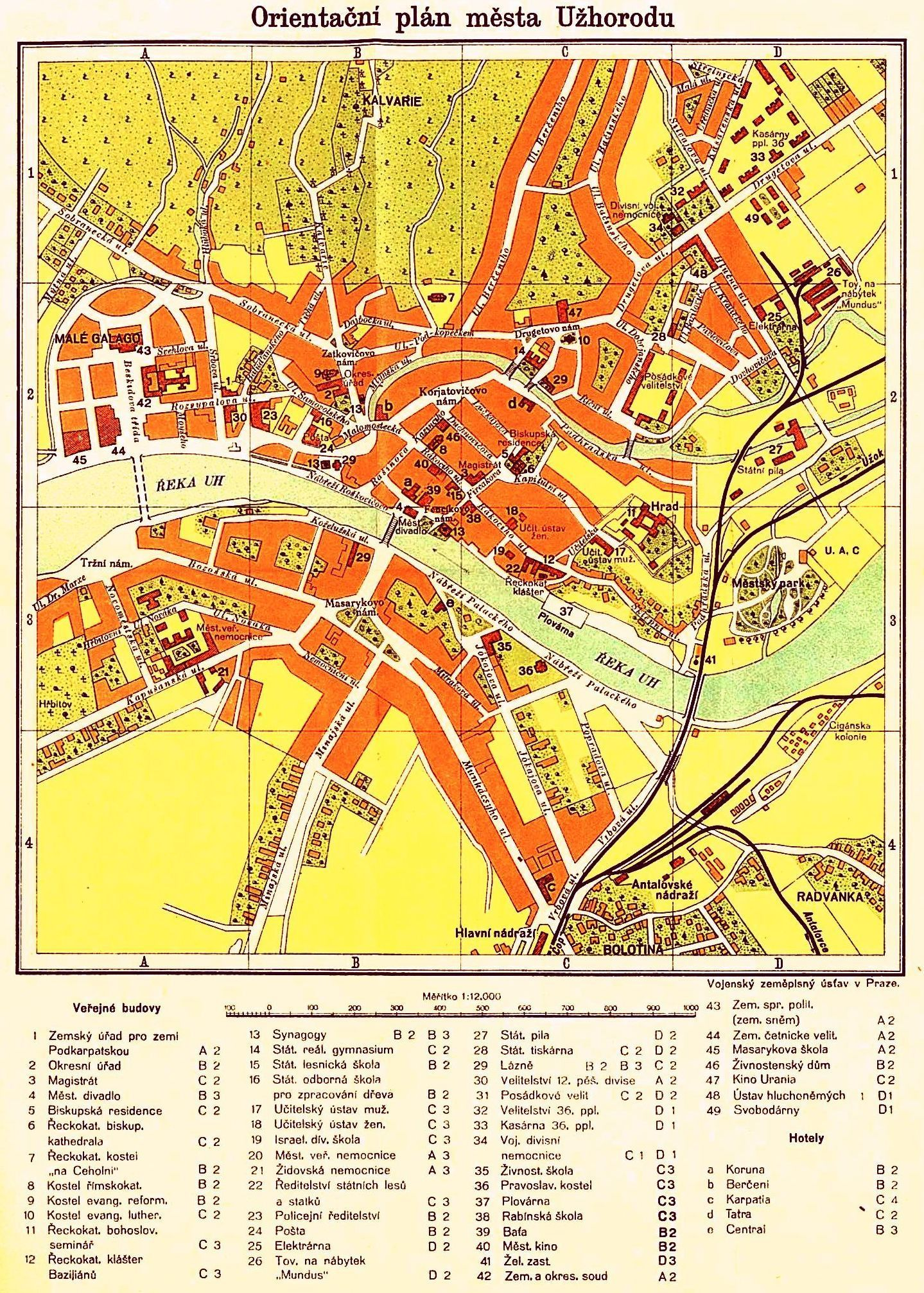
План Ужгорода в чехословацкий период (1933)

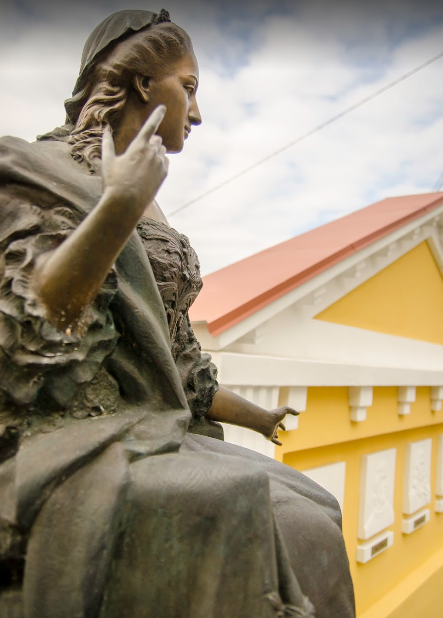
Первый на Украине частный сквер Марии Терезии

Первый камень поселения был заложен больше тысячелетия назад — на вулканической горе, где начинали строительство крепостного замка. Постепенно вокруг замка появился город.
Начиная с IX века Ужгород (Унгвар) был защищённой раннефеодальной крепостью, основанной одним из славянских племен. Историки расходятся во мнении относительно того, какая группа славян была представлена в городе. Существуют три гипотезы — южные славяне (Болгарское царство), западные славяне (Великая Моравия) либо восточные славяне (белые хорваты). В 895 году венгры, во главе с вождями Альмошем и Арпадом, а также кавары и ушедшие с ними в рамках «крепчайшего союза» между Русью и венграми русы перешли Карпаты. Завоевав крепость Ужгород, они догнали и казнили её правителя, полулегендарного князя Лаборца, который спасался бегством. Именно в Ужгороде Альмош передал верховную власть Арпаду. В XI веке король Иштван I Святой располагает в Ужгородском замке административный центр одного из первых новообразованных комитатов — Унг. Находившийся под влиянием Венгерского королевства, город продолжал расширять свои границы, пока в 1241 году монголы Батыя не сожгли город. Жалованной грамотой короля Белы IV в 1248 году Ужгород получает городской статус и самоуправление. В начале XIV века Ужгород во главе с Або Амадеем и Петром Петуни оказывал длительное сопротивление новому венгерскому королю Карлу Роберту из Анжуйского дома. В 1318 году началось правление в Ужгороде Другетов, венгерских феодалов итало-французского происхождения. Филипп Другет соорудил новый замок, который сохранился до наших дней.
В 1646 году была провозглашена Ужгородская уния, давшая начало грекокатолицизму в Закарпатье.

Ужгород, ставший в 1687 г. после битвы при Мохаче крайним восточным форпостом Габсбургской Австрии на границе с Трансильванией, быстро развивался в экономическом плане, но, вместе с тем, стал ареной противостояния православия, католицизма и протестантизма. В 1707 году город стал резиденцией Ференца II Ракоци, предводителя национально-освободительной войны венгерского народа. Именно в Ужгородском замке он вёл переговоры с послами Петра Великого и Людовика XIV. В 1775 году, по решению императрицы и королевы Марии-Терезии, в Ужгороде был расположен центр полноправной греко-католической епархии, которая объединяла 13 комитатов тогдашней Венгрии. Город превратился в крупный региональный духовный и культурный центр; для нужд епархии были переданы Замок и большая часть замкового холма, где были расположены административные, учебные, жилые и культовые сооружения. Революционные традиции сохранялись в Ужгороде и в XIX веке — 27 марта 1848 года жители города поддержали венгерскую революцию.

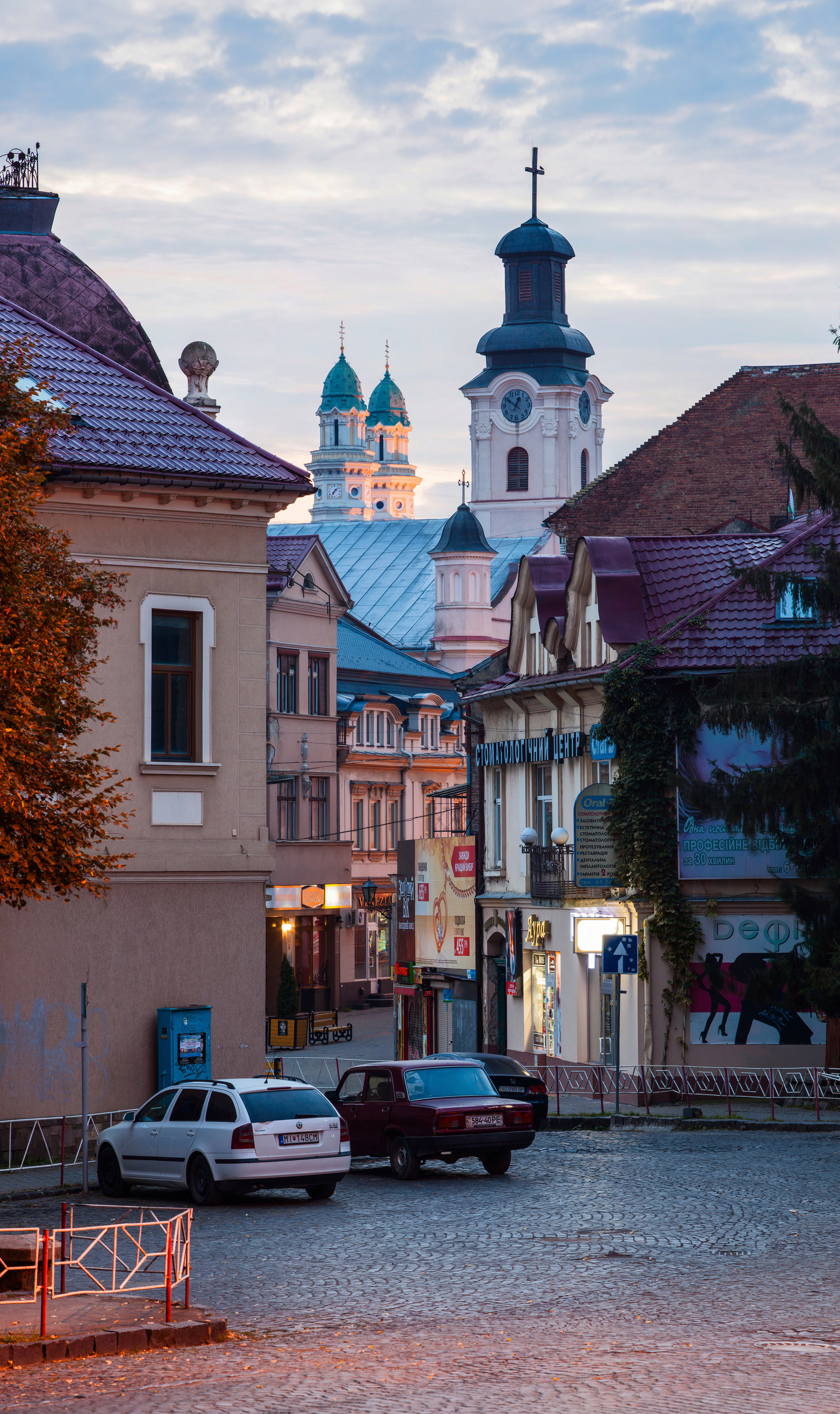
Улица Волошина (Старый город)

В 1863 году — была открыта первая типография с украинским шрифтом. В 1869 году в Ужгороде действовал первый на Закарпатье лесопильный завод, 28 августа 1872 года начала работать участок Ужгород — Чоп Венгерской Северо-Восточной железной дороги. 1886 году построена мебельная фабрика «Мундус». В 1897 году появилась первая телеграфная связь Ужгород — Будапешт, а в 1902 году была сдана в эксплуатацию первая электростанция.
В начале XX века «Энциклопедический словарь Брокгауза и Ефрона» так описывал этот город на своих страницах:

«Ужгород — или Унгоград, иначе Унгвар (чешско-словенско-русское U ž horod, Uhv à r, мадьярск. Unghv á r) — главный город Ужского (или Унгварского) комитата в Венгрии, на берегу реки Уж (или Уг). Около 12000 жит., преимущественно мадьярского племени (1965 словаков, 1651 немцев, 450 угрорусов); 3939 человек римско-католического, 3111 униатского, 999 евангелического и 3738 иудейского исповедания. Минеральные источники; гончарное производство; виноградники.».

Первая мировая война негативно повлияла на экономику города, поэтому в 20-х годах даже появлялись инициативы перенести административный центр в Мукачево, которые не реализовались.

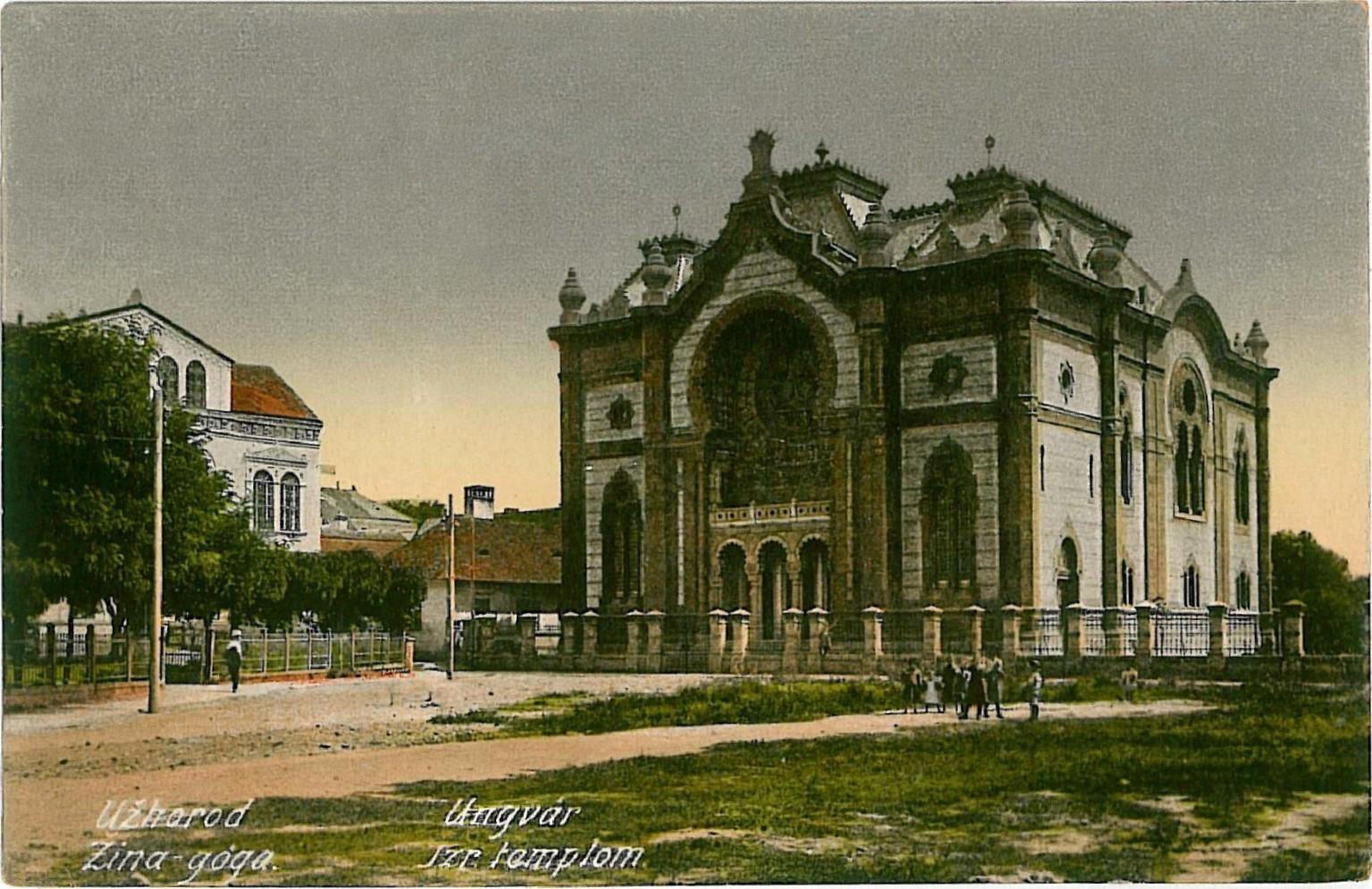
Ужгородская синагога

10 сентября 1919 по условиям Сен-Жерменского мирного договора, Закарпатье с Ужгородом в качестве административного центра передавалась Чехословацкой республике. Планировалось сделать Ужгород центром автономной Подкарпатской Руси, поэтому чехословацкое правительство проводило активное строительство, превратившее город в пример современной архитектуры, и поощряло экономическое развитие города.

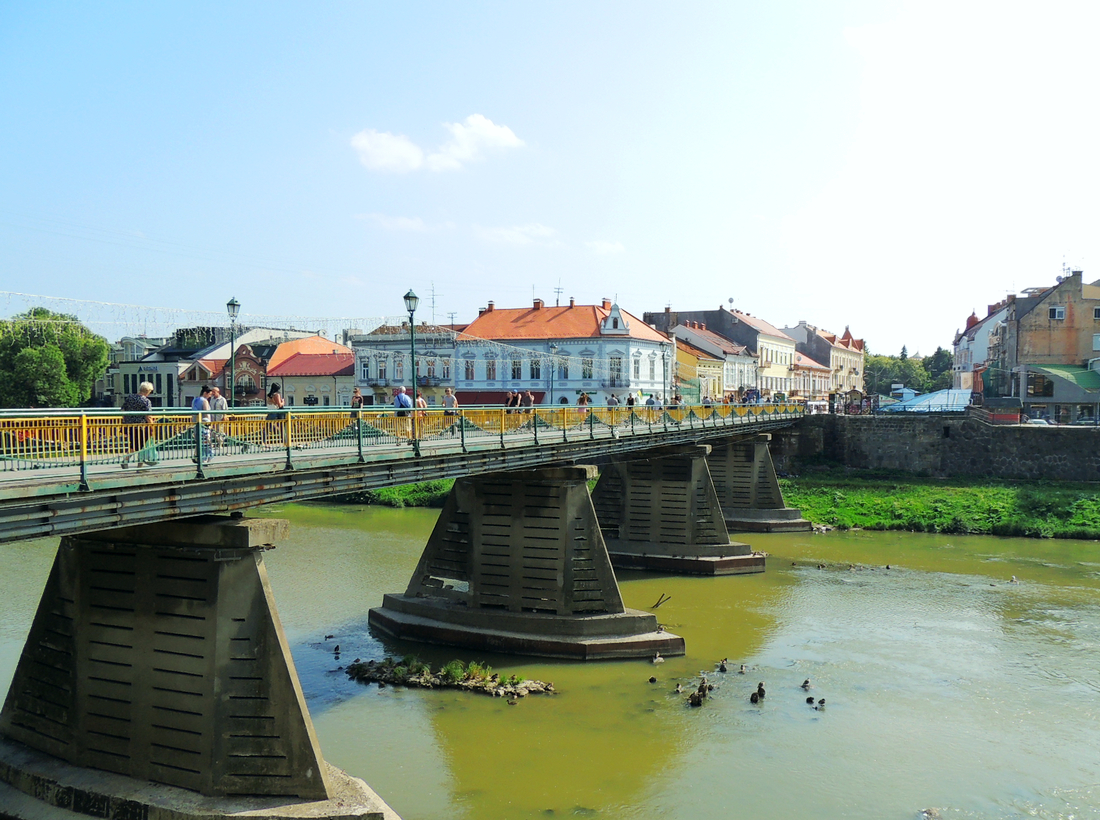
Пешеходный мост через реку Уж, между площадью Петефи и Театральной площадью

Согласно решениям Первого Венского арбитража, в 1938 году Ужгород перешёл к хортистской Венгрии, которая отменила либеральные и демократические начинания Чехословакии и ввела во время Второй мировой войны жёсткий режим военного времени. В конце 1944 года, по мере приближения Красной Армии к очагам Словацкого национального восстания, перед Четвёртым Украинским фронтом встал вопрос захвата Закарпатья. 27 октября 1944 две советские танковые колонны, наступавшие со стороны Мукачева и Ужоцкого перевала, освободили город от венгерских и немецких войск.
Освобождение Закарпатья принесло определённые изменения в жизнь Ужгорода. Сооружались новые постройки и реконструировались старые здания, в 1945 году был открыт Ужгородский государственный (ныне — национальный) университет. По соглашению с Чехословакией от 29 июня 1945 Закарпатская Украина вошла в состав Украинской ССР и СССР. С января 1946 года — центр новообразованной Закарпатской области.
Сейчас Ужгород — развитый культурный и промышленный центр, с университетами и институтами, с множеством музеев и Ботаническим садом, церквями и средневековыми соборами.

## Население
| 1910   | 1921    | 1930    | 2017     | 2019     | 2022     |
| ------ | ------- | ------- | -------- | -------- | -------- |
| 16 919 | ↗20 601 | ↗26 675 | ↗113 888 | ↗114 897 | ↗115 449 |

Численность населения города по данным на 1 ноября 2021 года составляет 116 005 постоянных жителя, 116 164 человека — наличное население.
Население Ужгорода росло неравномерно. К началу 90-х годов XX столетия количество жителей города вместе с окраинами достигло максимального уровня в 120 тысяч человек и в последующие годы стабилизировалось на этом уровне.

### Национальный состав
Основные этнические группы по данным переписи 2001 года:
- украинцы — 77,83 %,
- русские — 9,61 %,
- венгры — 6,90 %,
- словаки — 2,18 %,
- цыгане — 1,48 %.

### Языковой состав
Родной язык населения по данным переписи 2001 года:
| Язык       | Численность, чел. | Доля     |
| ---------- | ----------------- | -------- |
| Украинский | 89 624            | 77,55 %  |
| Русский    | 14 335            | 12,40 %  |
| Венгерский | 8 123             | 7,03 %   |
| Цыганский  | 1 494             | 1,29 %   |
| Другое     | 1 992             | 1,73 %   |
| Итого      | 115 568           | 100,00 % |

Украинский язык является основным и единственным официальным языком Ужгорода.
Согласно опросу, проведённому Международным республиканским институтом в апреле-мае 2023 года, на украинском дома разговаривали 85 % населения города, на русском — 9 %, на венгерском — 1 %.
Согласно опросу, проведённому Международным республиканским институтом в апреле-мае 2024 года, на украинском дома разговаривали 90 % населения города, на русском — 26 %, на венгерском — 4 % (в отличие от опроса 2023 года был разрешён выбор нескольких вариантов).
По данным Государственной службы статистики Украины в 2024/25 учебном году из 69 684 получающих общее среднее образование в городских образовательных учреждениях Закарпатской области 63 677 (91,38 %) получали образование на украинском, 5 507 (7,90 %) — на венгерском, 381 (0,55 %) — на румынском, 119 (0,17 %) — на словацком.

## Климат

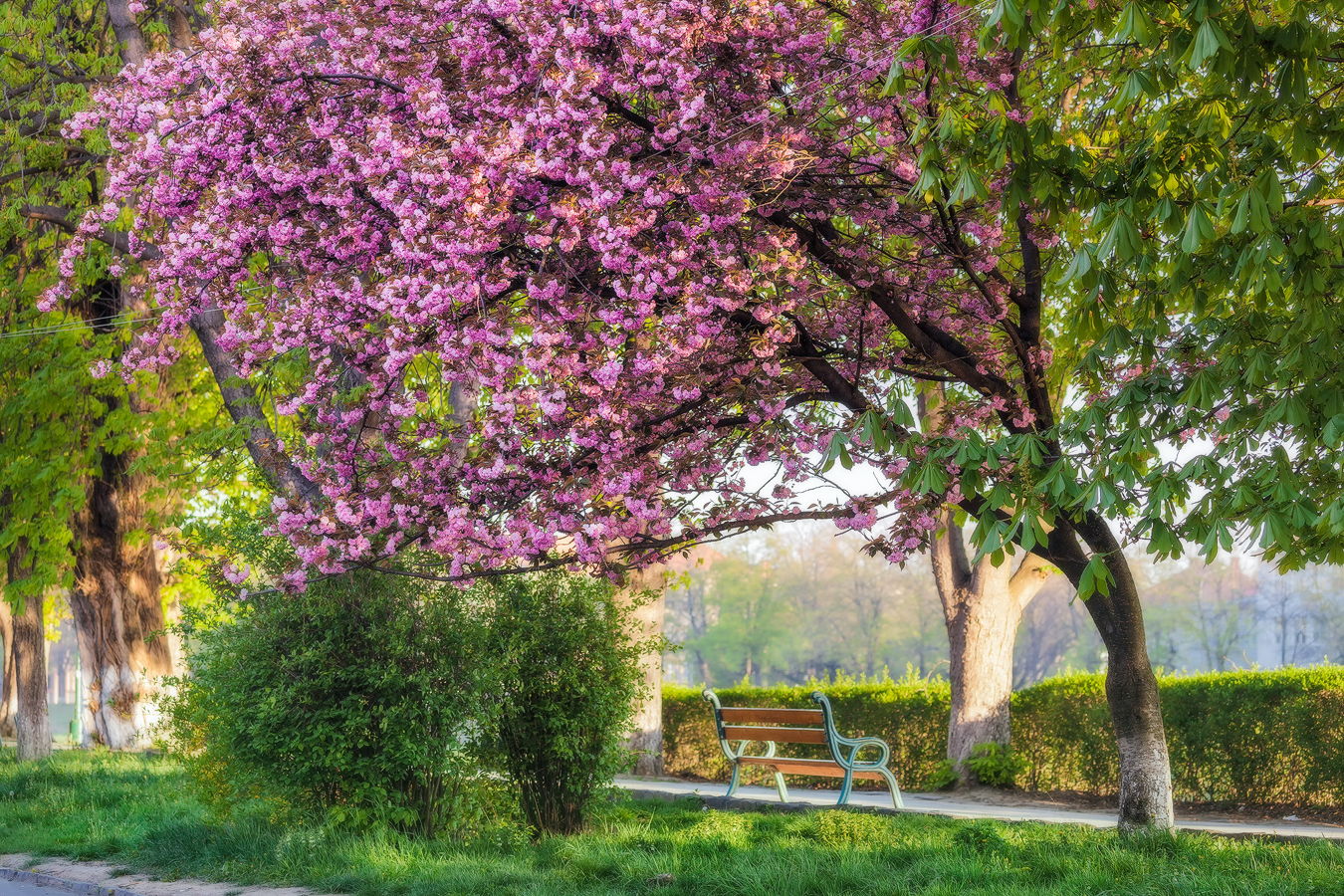
Цветение сакуры в городе

Климат умеренно континентальный, с теплым летом и мягкой зимой. Значительное влияние на климат города оказывает защищённость Карпатами от холодных ветров с севера. И так как город расположен на крайнем юго-западе страны, климат города самый благоприятный по всей Украине благодаря тёплой короткой зиме и длительному лету (июнь обычно нежаркий и иногда весьма дождливый). Так же в последнее время в Ужгороде крайне редко отмечаются сильные морозы с температурами ниже −18 (обычно не ниже −8…-12 — только иногда в конце января и далеко не каждый год в феврале; в декабре температура колеблется в пределах нуля; декабрь всегда очень сырой, дождливый, без снежного покрова; если снег и выпадает, то очень быстро тает). Летом же (особенно в июле и августе) практически каждый год отмечается сильная жара с температурами, доходящими до +38; засух практически не бывает. Осень всегда длительная и тёплая (особенно в сентябре и октябре): каждый год есть долгое бабье лето с ясными сухими тёплыми днями (золотая осень).
Среднегодовая температура воздуха составляет +10,5 °С, наиболее низкая она в январе: −1,2 °С, наиболее высокая — в июле: +21,3 °С.
Наиболее низкая среднемесячная температура воздуха в январе −11,1 °С, зафиксирована в 1964 году, наиболее высокая +3,3 °С — в 2007 году.

Наиболее низкая среднемесячная температура в июле +17,6 °С, наблюдалась в 1902 и 1979 годах, наиболее высокая +23,6 °С — в 1994 году.

Абсолютный минимум температуры воздуха −32,0 °С зафиксирован 9-10 февраля 1929 года, абсолютный максимум, +38,6 °С — 15 июля 1952 года.

В последние 100—120 лет температура воздуха в Ужгороде, равно как и в целом на Земле, имеет тенденцию к повышению. На протяжении этого периода среднегодовая температура воздуха повысилась примерно на 1,0 °С. Наибольшее повышение температуры произошло в первую половину года.
В среднем за год в Ужгороде выпадает 730 мм атмосферных осадков, меньше всего их в марте и апреле, больше всего — в мае и июле.
Минимальное годовое количество осадков 443 мм наблюдалось в 1961 году, максимальное 1134 мм — в 1980 году.

Максимальное суточное количество осадков 75 мм зафиксировано в июне 1892 года.

В среднем за год в городе наблюдается 156 дней с осадками; меньше всего их в октябре — 9, больше всего в декабре — 18.

Ежегодно в Ужгороде образуется снежный покров, однако его высота незначительна. Выпавший снег обычно лежит недолго и довольно быстро тает.
Относительная влажность воздуха в среднем составляет 72 %, наименьшая она в апреле — 62 %, наибольшая в декабре — 83 %.
| Показатель                    | Янв.  | Фев.  | Март  | Апр. | Май  | Июнь | Июль | Авг. | Сен. | Окт. | Нояб. | Дек.  | Год   |
| ----------------------------- | ----- | ----- | ----- | ---- | ---- | ---- | ---- | ---- | ---- | ---- | ----- | ----- | ----- |
| Абсолютный максимум, °C       | 14,6  | 19,2  | 25,4  | 29,7 | 33,4 | 35   | 38,6 | 38,4 | 35,9 | 26,1 | 23,3  | 15,6  | 38,6  |
| Средний суточный максимум, °C | 1,7   | 4,3   | 10,4  | 17,4 | 22,1 | 25,5 | 27,6 | 27,7 | 21,9 | 15,6 | 9,2   | 3     | 15,5  |
| Средняя температура, °C       | −1,2  | 0,6   | 5,4   | 11,5 | 16,1 | 19,6 | 21,3 | 21,1 | 15,9 | 10,5 | 5,4   | 0,3   | 10,5  |
| Средний суточный минимум, °C  | −4,2  | −3    | 0,8   | 5,6  | 10,1 | 13,7 | 15,3 | 14,9 | 10,4 | 5,9  | 1,9   | −2,3  | 5,8   |
| Абсолютный минимум, °C        | −28,2 | −26,3 | −17,5 | −6,9 | −4,4 | 1,5  | 5,3  | 4,4  | −2,2 | −9,3 | −21,8 | −24,7 | −28,2 |
| Норма осадков, мм             | 53,9  | 53,3  | 41    | 45   | 69,1 | 67,9 | 82,2 | 66,5 | 67,7 | 61,8 | 57,5  | 64,2  | 730,1 |
| Источник: Погода и климат     |       |       |       |      |      |      |      |      |      |      |       |       |       |

| Показатель                       | Янв. | Фев. | Март | Апр. | Май  | Июнь | Июль | Авг. | Сен. | Окт. | Нояб. | Дек. | Год   |
| -------------------------------- | ---- | ---- | ---- | ---- | ---- | ---- | ---- | ---- | ---- | ---- | ----- | ---- | ----- |
| Средний суточный максимум, °C    | 1,9  | 5,1  | 11,3 | 17,8 | 21,7 | 26,4 | 27,7 | 28,5 | 23,3 | 16,3 | 9,8   | 3,8  | 16,1  |
| Средняя температура, °C          | −0,7 | 1,5  | 6,1  | 11,8 | 15,8 | 20,3 | 21,6 | 21,7 | 17,0 | 11,2 | 6,0   | 1,5  | 11,2  |
| Средний суточный минимум, °C     | −3,2 | −2   | 0,9  | 5,7  | 9,9  | 14,2 | 15,4 | 14,9 | 10,8 | 6,1  | 2,1   | −0,7 | 6,2   |
| Среднее число дней с осадками    | 17,4 | 12,8 | 9,9  | 9,9  | 12,7 | 10,9 | 11,2 | 7,6  | 8,4  | 10,2 | 11,9  | 16,3 | 139,0 |
| Норма осадков, мм                | 66,7 | 54,4 | 39,6 | 35,0 | 64,0 | 55,9 | 84,3 | 52,8 | 48,1 | 56,5 | 52,6  | 63,4 | 673,2 |
| Среднее число дней с заморозками | 21,6 | 17,5 | 13,0 | 2,8  | 0,4  | 0,0  | 0,0  | 0,0  | 0,2  | 3,7  | 10,9  | 16,2 | 86,1  |
| Источник: WeatherOnline          |      |      |      |      |      |      |      |      |      |      |       |      |       |

## Городской совет
Общий состав совета: 38 депутатов.
Результаты местных выборов 2015 года:
- «Возрождение» — 9
- «Патриот» — 5
- Блок Петра Порошенко «Солидарность» — 5
- Самопомощь — 3
- Европейская партия Украины — 3
- Наш край — 3
- Всеукраинское объединение «Батькивщина» — 3
- Политическая партия «Единый Центр» — 3
- «КМКС» Партия венгров Украины — 2

Результаты местных выборов 2020 года:
- Всеукраинское объединение «Батькивщина» — 8
- Слуга народа — 7
- Родное Закарпатье[укр.] — 6
- Оппозиционная платформа — За жизнь — 6
- Европейская солидарность — 6
- Партия твоего города — 5

## Экономика
Господство феодально-крепостнических порядков тормозило развитие города и он в течение многих веков существовал как торгово-ремесленный центр. В 1154 году арабский географ Идриси вспоминает о городе Гунквар, то есть Унгвар (именно так до XIX века назывался Ужгород) и описывает его как крупнейший торговый центр в северо-восточной части Венгерского королевства.
В 1775 году австрийская императрица Мария Терезия, воспользовавшись поражением турок в русско-турецкой войне 1768—1774, присоединила Буковину вместе с Ужгородом и Черновцами к империи Габсбургов. За время вхождения в австрийское королевство Габсбургов продолжала расти экономика Ужгорода, застраивается и левый берег реки. С 1793 года заработала лесопилка, действовавшая с помощью верхнебойного водяного колеса, мельница на 8 камней. Было налажено производство кирпича, черепицы, в центре города — пива. Открылись мануфактуры: суконная, спичечная и сукновальня фабрика, начала работать первая типография.
В 1886 году в городе начала работать мебельная фабрика «Мундус», продукция которой экспортировалась в Германию, Италию, Францию. В 1897 году открылся металлообрабатывающий завод Козара. В городе действовали новая типография, кирпично-черепичный завод фирмы «Керамос», камнедробильный завод фирмы «Гранит», кафельная фабрика. Пищевую промышленность представляли несколько мельниц, маргаринный и водочный заводы. Лес, мебель, скот вывозили из Ужгорода железной дорогой в Центральную и Западную Европу. Ежегодно в городе проходили большие торговые ярмарки. Открылись первые банки — Ужгородский торгово-промышленный банк и Ужгородский народный банк.
В 1894 году снесены последние дома под соломенной крышей. Большинство центральных улиц были вымощены, для пешеходов приводили в порядок тротуары, устанавливалось ночное освещение. С 1897 года город имел телеграфную связь с Будапештом, а в 1902 году построена небольшая электростанция.
С 1923 года начались плановые работы по регуляции течения реки Уж в пределах города, построена гидроэлектростанция. Среди новостроек выделялся дом Земской управы (здание ОГА).
За советский период в Ужгороде в конце 1950-60 годах выросли приборостроительный, механический и машиностроительный заводы, фабрика бытовой химии, обновился мебельный комбинат. В 1976 году построен один из крупнейших в стране завод газотранспортных турбоустановок «Турбогаз». В 1979 году начато строительство одного из крупнейших в стране Ужгородского завода электродвигателей. В Ужгороде построены новые улицы, микрорайоны. Возведены гостиницы «Ужгород», «Дружба», комплекс сооружений турбазы «Свитанок», гостинично-туристический комплекс «Интурист-Закарпатье».
За период реформирования экономики страны (с 1991 года) инфляционные процессы, разрывы производственных связей повлекли спад производства и практически остановку большинства промышленных предприятий города. На сегодняшний день происходит небольшое наращивание объёмов промышленного производства, товаров и услуг других отраслей экономики за счёт активизации в городе предпринимательской и инвестиционной деятельности.
Ужгород является важным экономическим центром области, обладает развитой бизнес-инфраструктурой поддержки предпринимательства. В городе сосредоточено 4358 объектов хозяйствования (25,4 % общего количества объектов области). Развитое предпринимательство. На 10 тыс. населения в городе приходится 164 малых предприятий при среднем показателе по области и по Украине — 60 единиц. Зарегистрировано 9,6 тыс. предпринимателей — физических лиц. Наибольшее количество субъектов предпринимательской деятельности юридических лиц осуществляют деятельность в торговле — 525 ед, в промышленности — 453, в строительстве — 128, операциями с недвижимостью занимаются 327, транспортные услуги оказывают 79 предприятий. В гостиничном и ресторанном бизнесе осуществляют деятельность 69 субъектов предпринимательской деятельности. В течение нескольких последних лет наблюдается ежегодный рост объёмов производства и реализации товаров и услуг. В банковской сфере услуги предоставляют около 30 банков.
Удельный вес города в общеобластном объёме реализованной продукции и оказанных услуг, включая малые предприятия, составляет 38 %. Наибольший удельный вес в общем объёме реализованной продукции, работ, услуг занимает оптовая и розничная торговля, торговля транспортными средствами и услуги по их ремонту — 75,2 %, промышленность — 14,5 %, строительство — 4,4 %, транспорт — 2,3 %, операции с недвижимостью — 1,5 %, гостиничный и ресторанный бизнес — 0,6 %, финансовая деятельность — 0,3 %. 3а три последних[каких?] года активизировалось иностранное инвестирование. Поступление прямых иностранных инвестиций позволили создать новые совместные предприятия, а на ряде действующих провести модернизацию производства. Поступление прямых иностранных инвестиций в экономику города составили в 2002 году — 8,4 млн.$, за 2003—2004 годы — по 9,3 млн.$, за 9 месяцев 2005 года — 13,3 млн.$. По состоянию на 1 октября 2005 года зарегистрировано 186 предприятий с иностранными инвестициями, общий объём прямых иностранных инвестиций составляет 51,0 млн.$. На 1 жителя привлечено иностранных инвестиций на сумму 441,4 $ при среднем показателе по области 251,7 $. По видам экономической деятельности больше всего инвестиций направлено в развитие обрабатывающей промышленности (35,3 млн.$), торговлю и быт (8,8 млн.$), гостиницы и рестораны (2,3 млн.$) и строительство (1,4 млн.$). Инвестиционную деятельность в городе осуществляют инвесторы из 28 иностранных государств.

## Промышленность

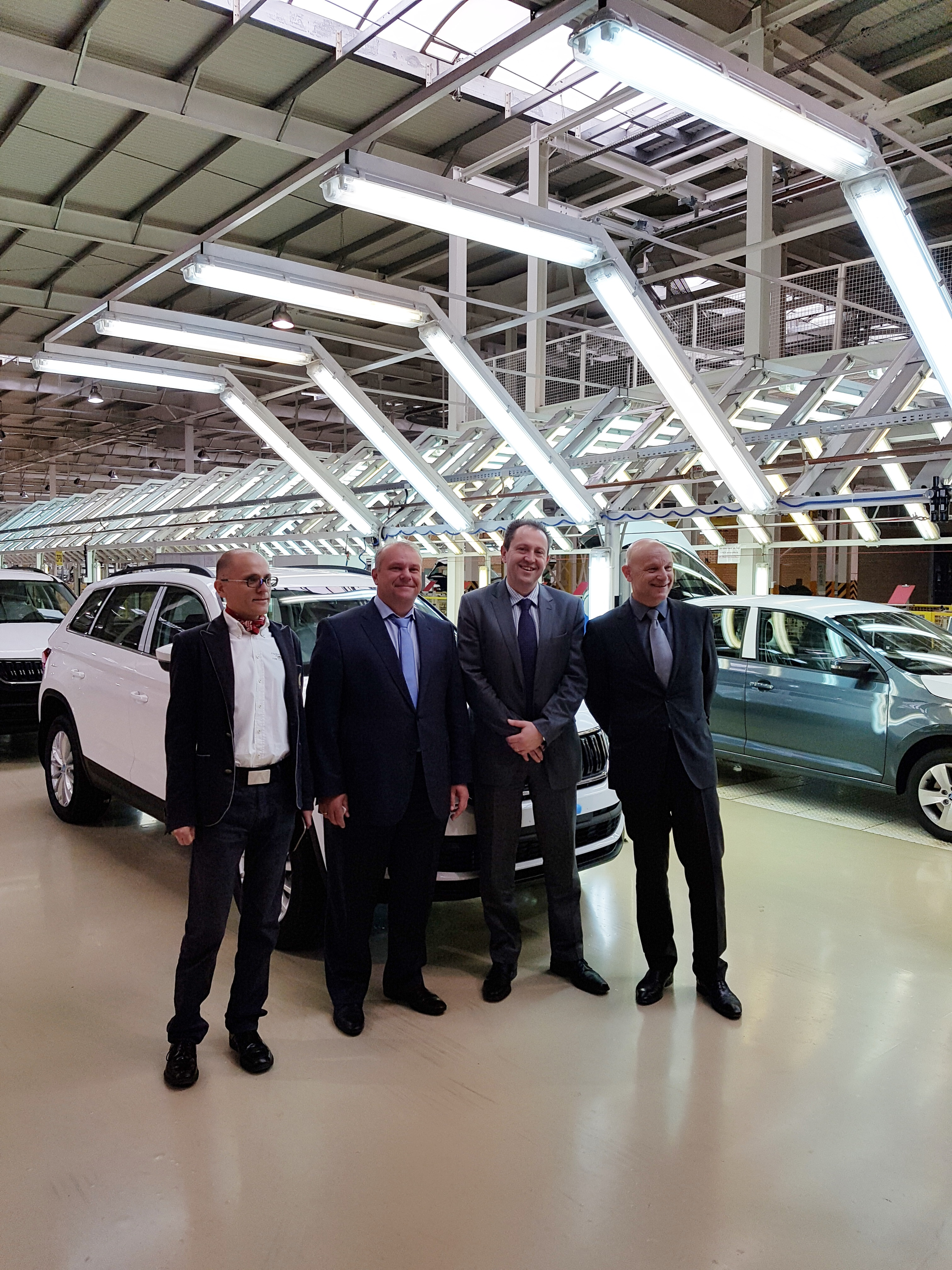
Автомобильный завод Еврокар

В местной экономике промышленность продолжает занимать ведущую роль, однако разрывы союзных производственных связей, экономический кризис отрицательно повлияли на развитие отрасли. Большинство промышленных предприятий города, в частности такие предприятия как завод «Турбогаз», «Ужгородприбор», «Большевик», «Электродвигатель», ПО «Тиса», Ужгородский фанерно-мебельный комбинат потеряли свой производственный потенциал. Если в 1990 году на промышленных предприятиях города работало 20,6 тыс. человек, то на сегодня, с учётом малых предприятий и предприятий с иностранными инвестициями, около 7,0 тыс. человек. По объёмам производства промышленным комплексом города ещё не достигнут уровень 1990 года (в 2004 году — 75,7 %). По объёмам реализации продукции в сопоставимых ценах наибольший удельный вес занимают отрасли: производство электрических машин и аппаратуры (28,3 %), машин и оборудования (14,9 %), производство мебели (19,4 %), легкая промышленность (17,8 %), пищевая промышленность (6,2 %), производство древесины и изделий из древесины (5,5 %). Легкая и машиностроительная отрасли работают в основном на давальческом сырье. Основные проблемы отрасли — это отсутствие инвестиций, утраченный внутренний рынок, изношенность и устарелость оборудования, неблагоприятная налоговая политика.
К предприятиям, которые формируют наибольшие объёмы по городу и является бюджетообразующим относятся ООО «Гроклин-Карпаты» (пошив чехлов для сидений автомобилей), ООО «Матяш и Матяш», ООО «Завод Конвектор» (машиностроение), ОАО «Ужгородская швейная фабрика» (легкая промышленность), ЗАО «Скилур» (производство напитков), ООО «ФЦА Украина» (парфюмерная промышленность). На территории экономической зоны со специальным режимом инвестиционной деятельности (в которую не входит сам город Ужгород, но окрестные сельские населенные пункты Минай, Розовка, Соломоново) действуют предприятия с иностранными инвестициями «Джейбил Серкит Юкрейн Лимитед» (производство комплектующих для электроники), «Язаки Украина» (производство схемных жгутов) и «Еврокар» (производство автомобилей марки Skoda), которые обеспечивают рабочие места значительному количеству населения Ужгорода и Ужгородского района.

## Транспорт

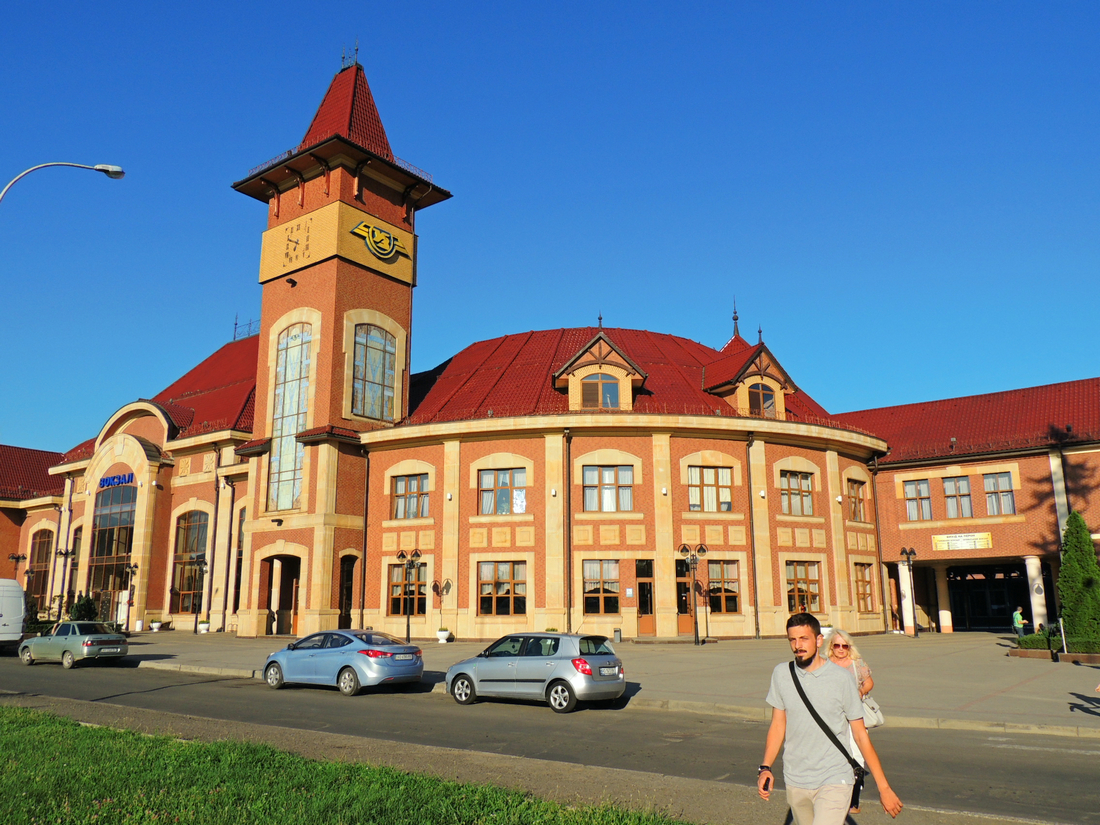
Ужгородский железнодорожный вокзал

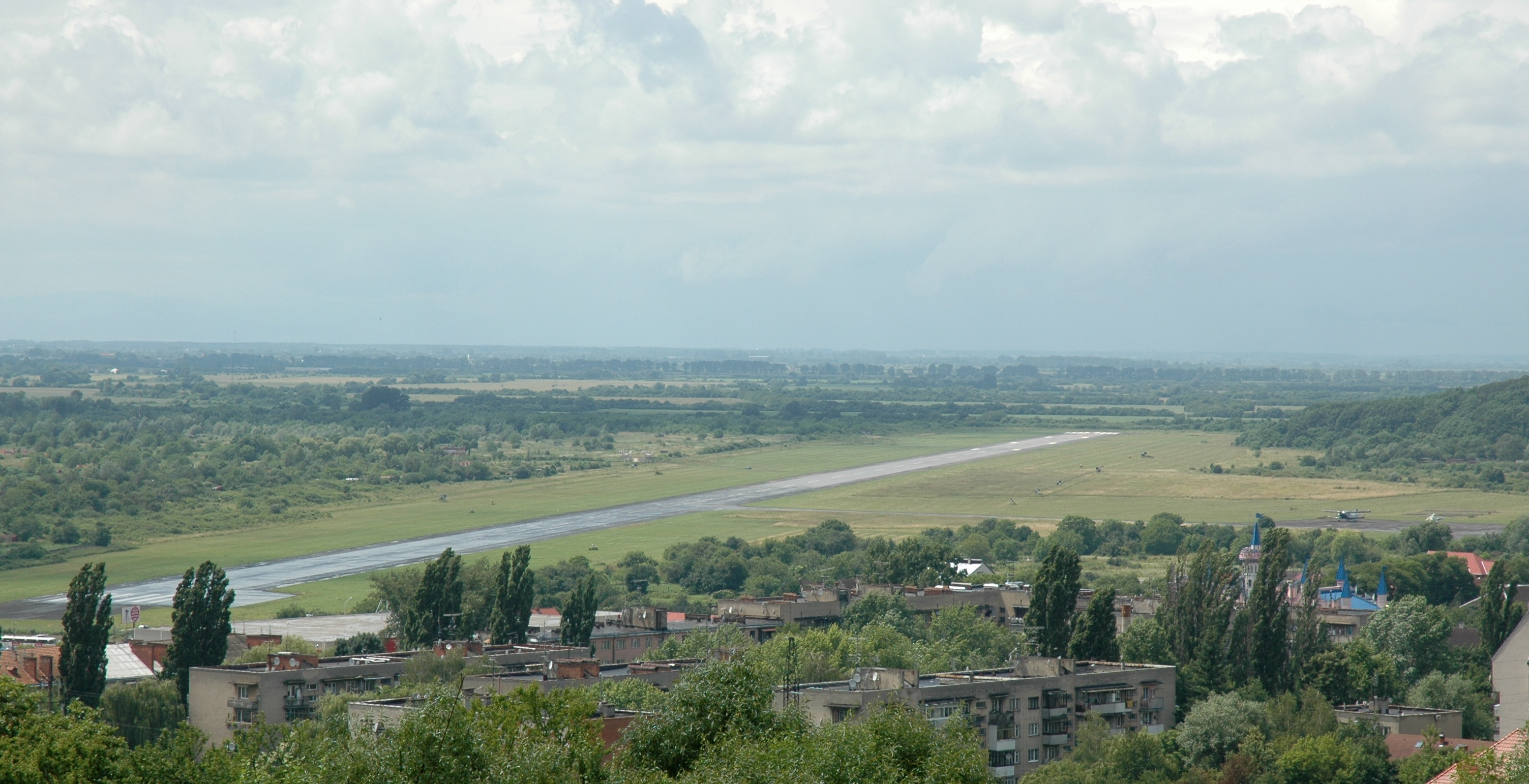
Международный аэропорт Ужгород

Темп строительства общественных зданий значительно ускорил развитие сети дорог и транспортного движения Ужгорода.
Железнодорожное движение появилось во второй половине XIX в. Первая железнодорожная линия вела к Чопу. Её строительство было начато в 1870 году на основе закона № XXVIII в направлении Ужгород — Ньиредьхаза. И уже в 1872 году был запущен в действие первый отрезок этой железной дороги Ужгород — Чоп. В течение 1915—1916 годах была построена первая узкоколейная железная дорога в направлении Ужгород — Анталовцы.
В настоящее время железная дорога обеспечивает надёжную связь Ужгорода с другими регионами страны, а также с Евросоюзом. На юг отходит одноколейная электрифицированная линия на Чоп, по которой ходят пассажирские поезда на Львов через главный карпатский ход, а также электропоезда на Мукачево и. На север отходит однопутная электрифицированная линия на Львов через Сянки/Самбор, по ней ходят электропоезда на Сянки/Волосянку, а также поезд Солотвино — Львов. Существует также однопутная электрифицированная линия широкой колеи через границу на Кошице, но по ней осуществляются только грузовые перевозки.
Первый автобус по Ужгороду стал ходить в феврале 1923 года. Длина маршрута была около 3 км (его маршрут проходил через мост Пешеходный и площадь Театральную) и останавливался на этом пути в наиболее важных местах. Автобус мог перевозить сразу 30 чел. Сегодня в городе существует 18 городских маршрутов, 3 пригородных маршрута. С 2018 года в Ужгороде началось движение коммунального транспорта (представлен автобусами Электрон А185), которые обслуживают маршруты № 18, 20, 22, 24, 38, 156. В подвижном составе превалируют маршрутки марок РУТА, Богдан, АТАМАН, I-VAN (ЗАЗ), Электрон.
Ужгород — единственный областной центр Украины, в котором нет и никогда не было городского электротранспорта (с 2022 года его также нет в Луганске).
Сегодня на территории города находятся Железнодорожный вокзал станции «Ужгород», Большой и Малый автобусные вокзалы, а также Международный Аэропорт.
Кроме этого, в городе действует малая закарпатская железная дорога, построенная в 1947 году, которая объединяет центральную часть города (пл. Театральная) с парком Подзамковым.

## Культура

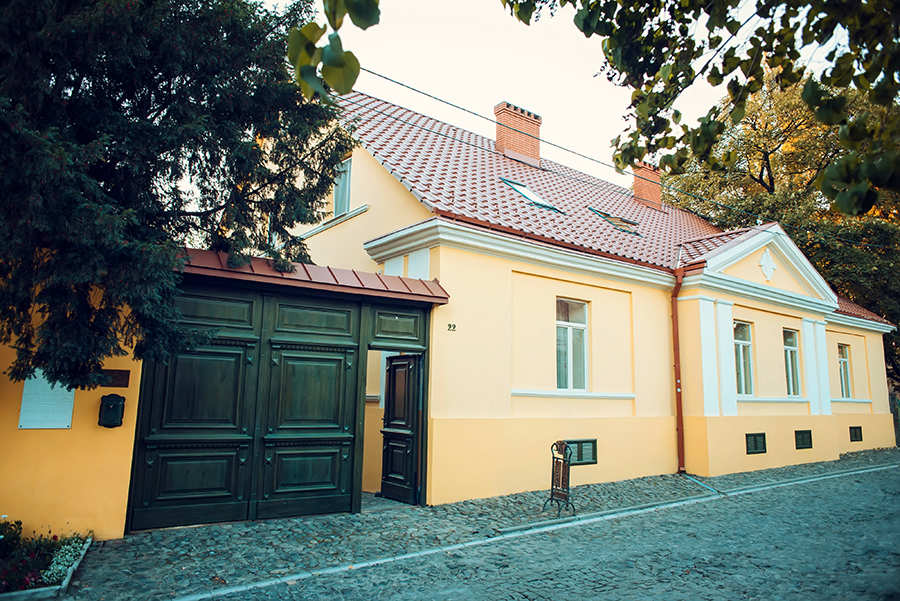
Вилла-музей П на Замковой горе

В городе есть много памятников архитектуры — Ужгородский замок (известен с XI века), епископский дворец (1646), католический костёл св. Юрия в стиле барокко (1762—1767), ратуша (1810).
В 1930-х годах чешскими архитекторами был создан архитектурный ансамбль центра Ужгорода в формах, близких к конструктивизму.
В советское время город застраивался по генеральному плану, велось жилищное строительство, развивалось озеленение территории города, был выстроен ряд общественных зданий и памятников.
В городе работают Ужгородский университет, институты и училища, краеведческий музей, художественный музей, Закарпатский музей народной архитектуры и быта, ботанический сад, Закарпатский областной украинский музыкально-драматический театр, кукольный театр, областная филармония (бывшая синагога), более 20 школ, гимназия, лицей, ряд храмов.
В наше время в Ужгороде есть представительства международных организаций, институтов и иностранных ВУЗов — Общества Красного Креста, Центрально-европейского университета (Скалица, Словакия), Международного института афонского наследия на Украине и др.

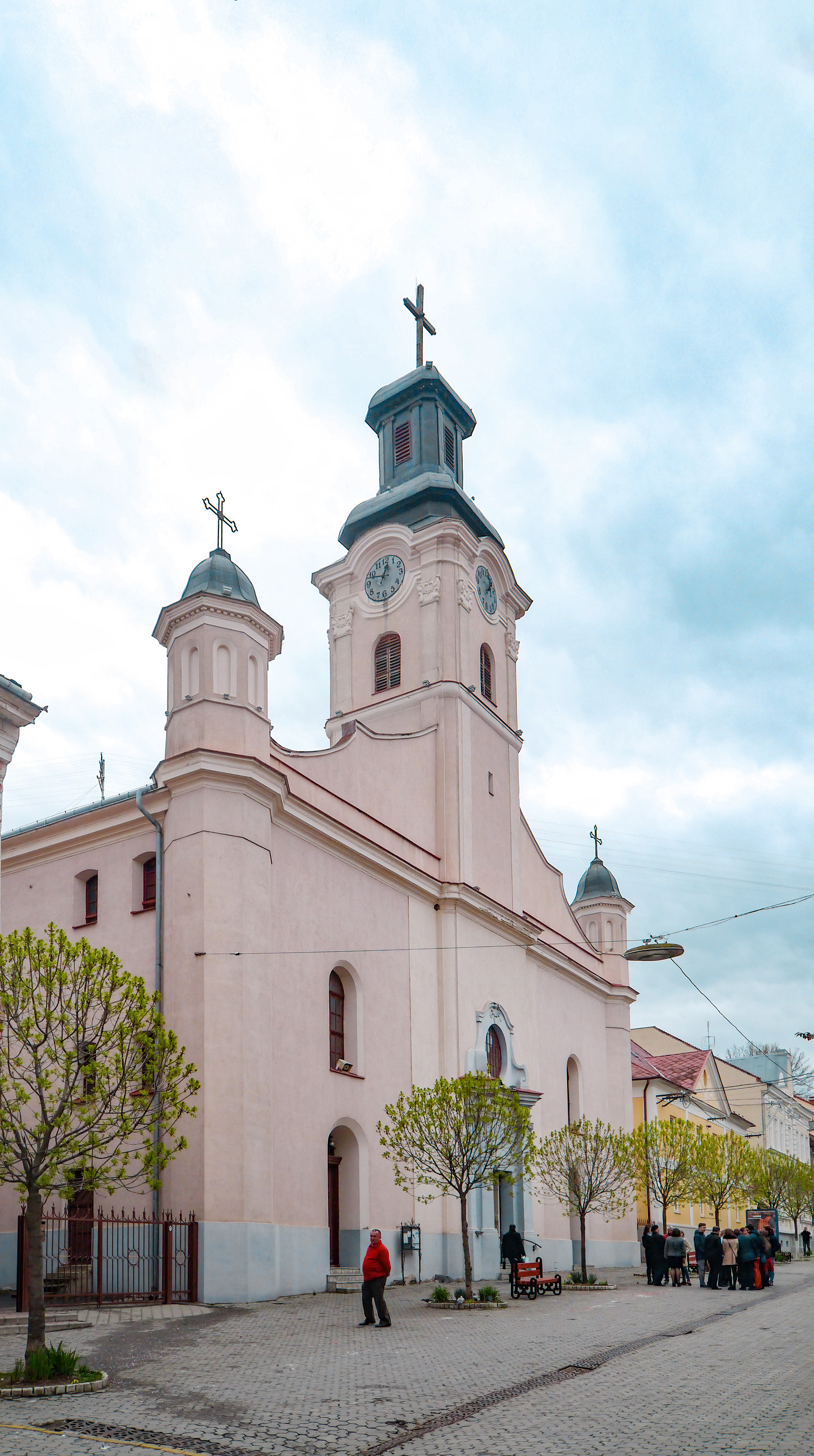
Римско-католический костёл св. Юрия
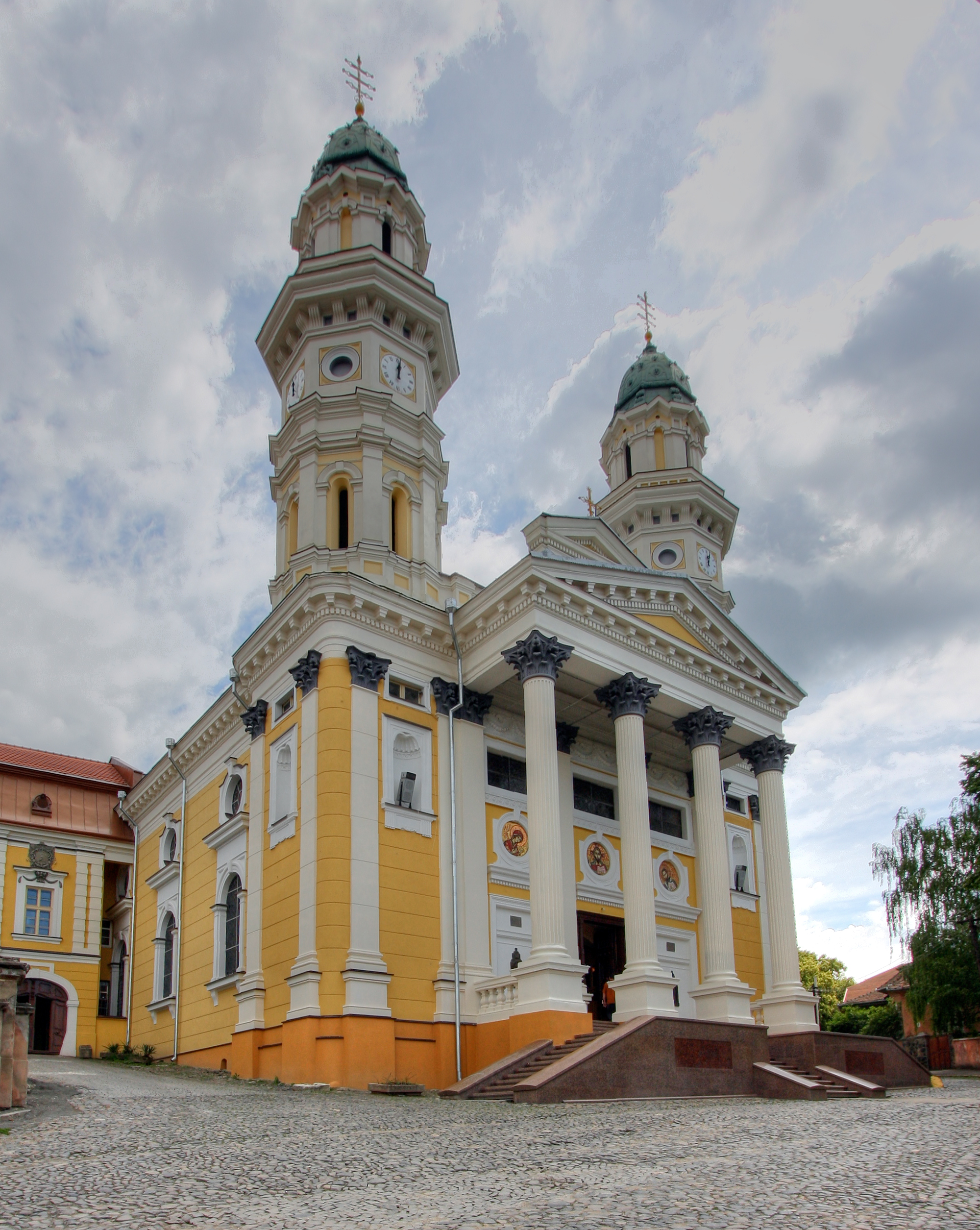
Грекокатолический Крестовоздвиженский собор
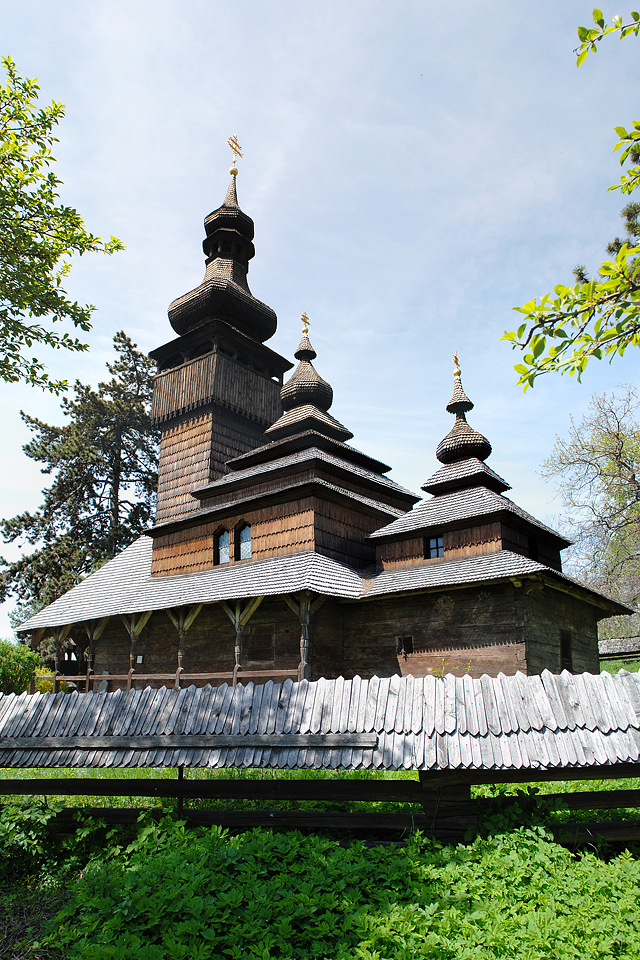
Закарпатский музей народной архитектуры и быта
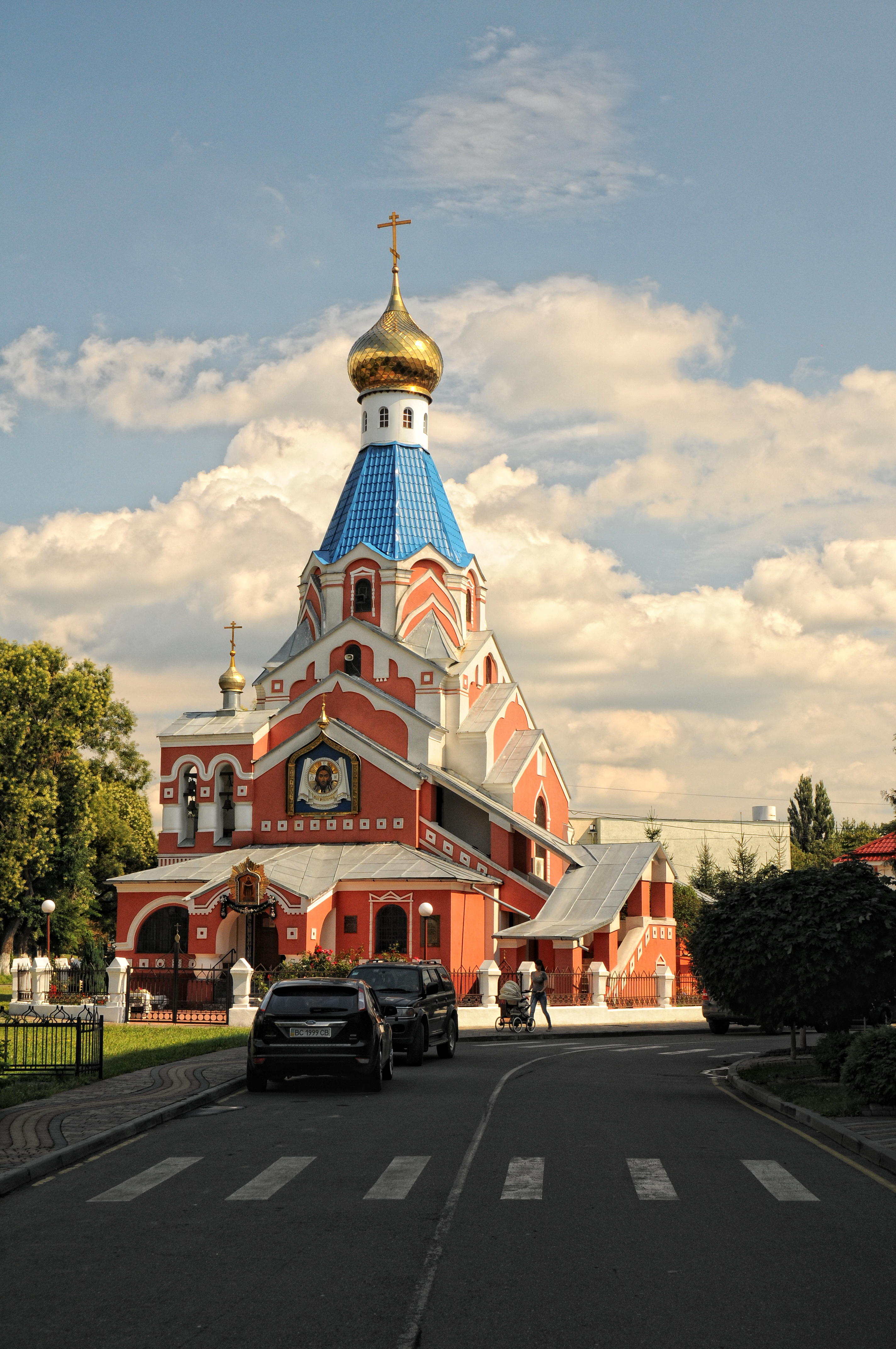
Покровская церковь
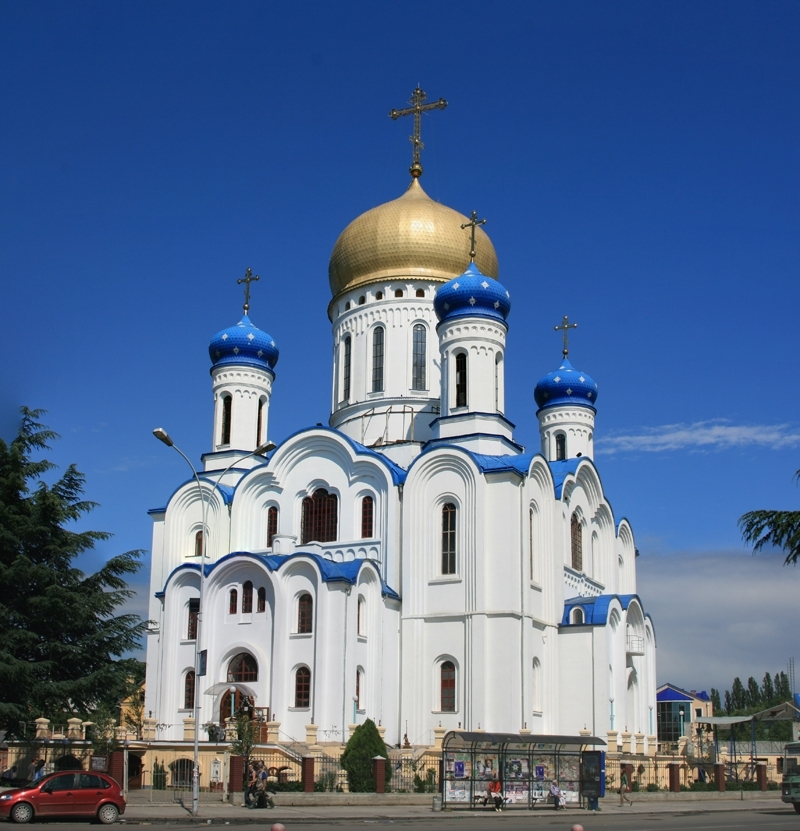
Кирилло-Мефодиевский собор
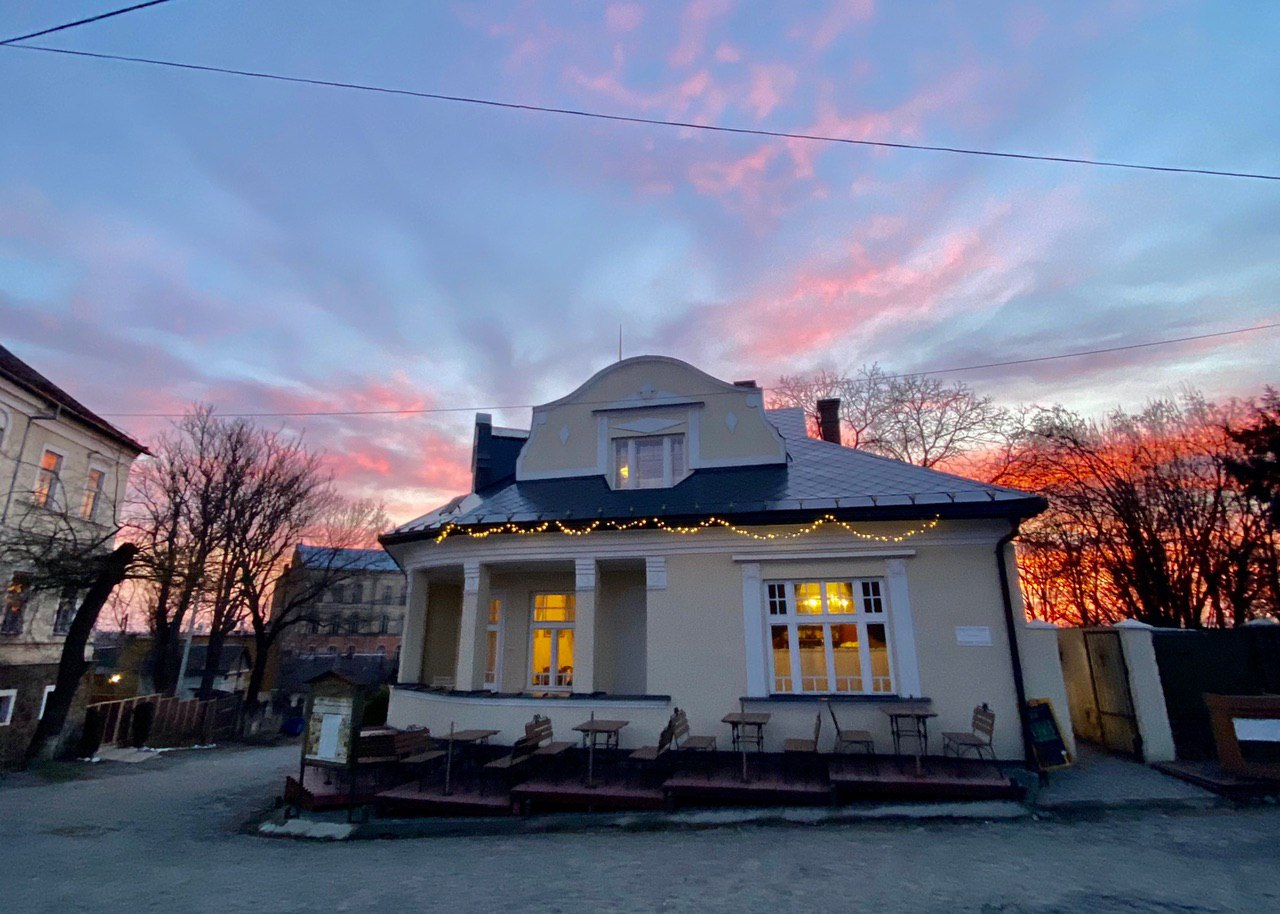
Австро-венгерский дом-музей на Замковой горе
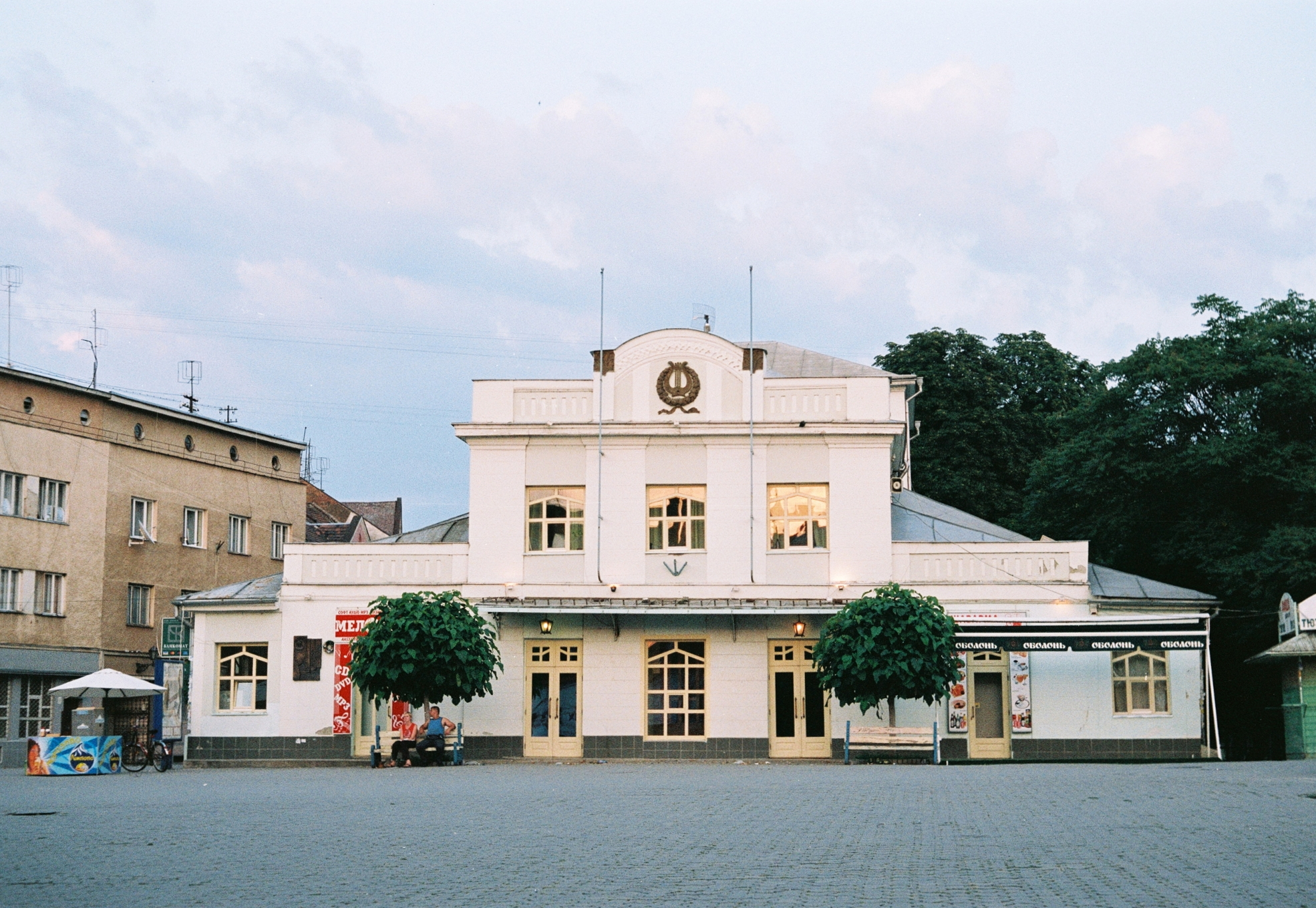
Закарпатский академический областной театр кукол «Бавка»
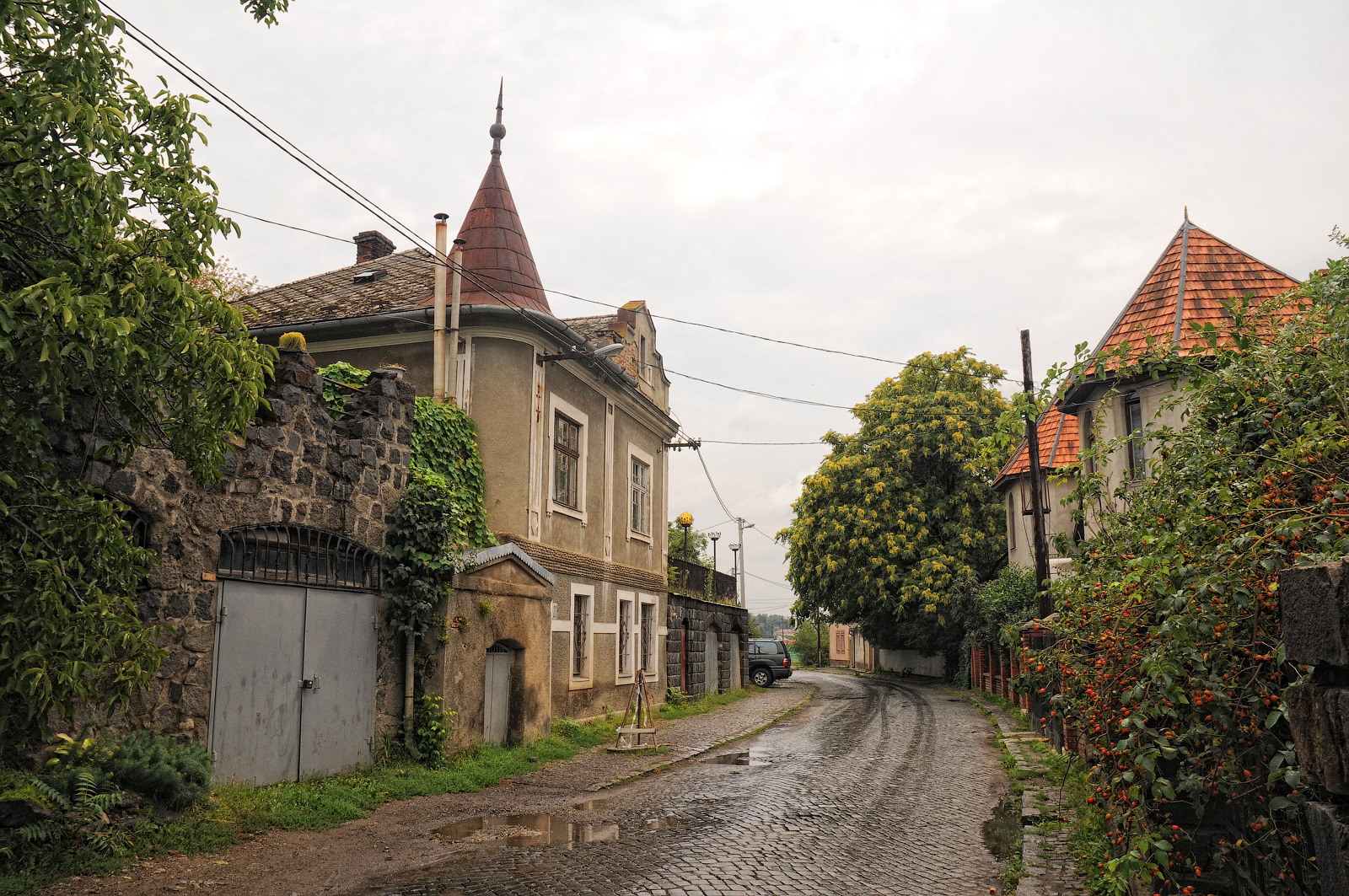
Комплекс замковой горы
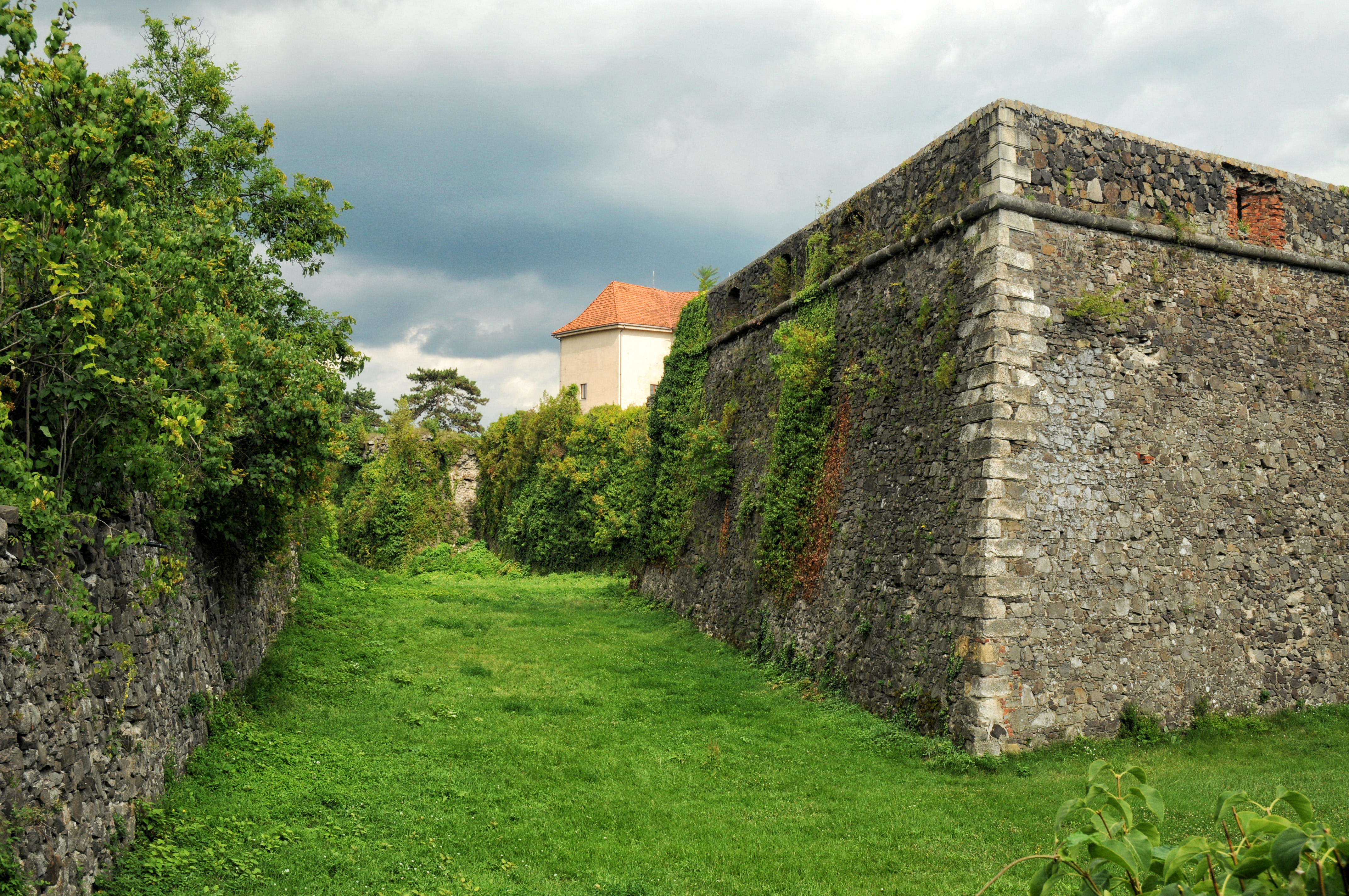
Бастион Ужгородского замка
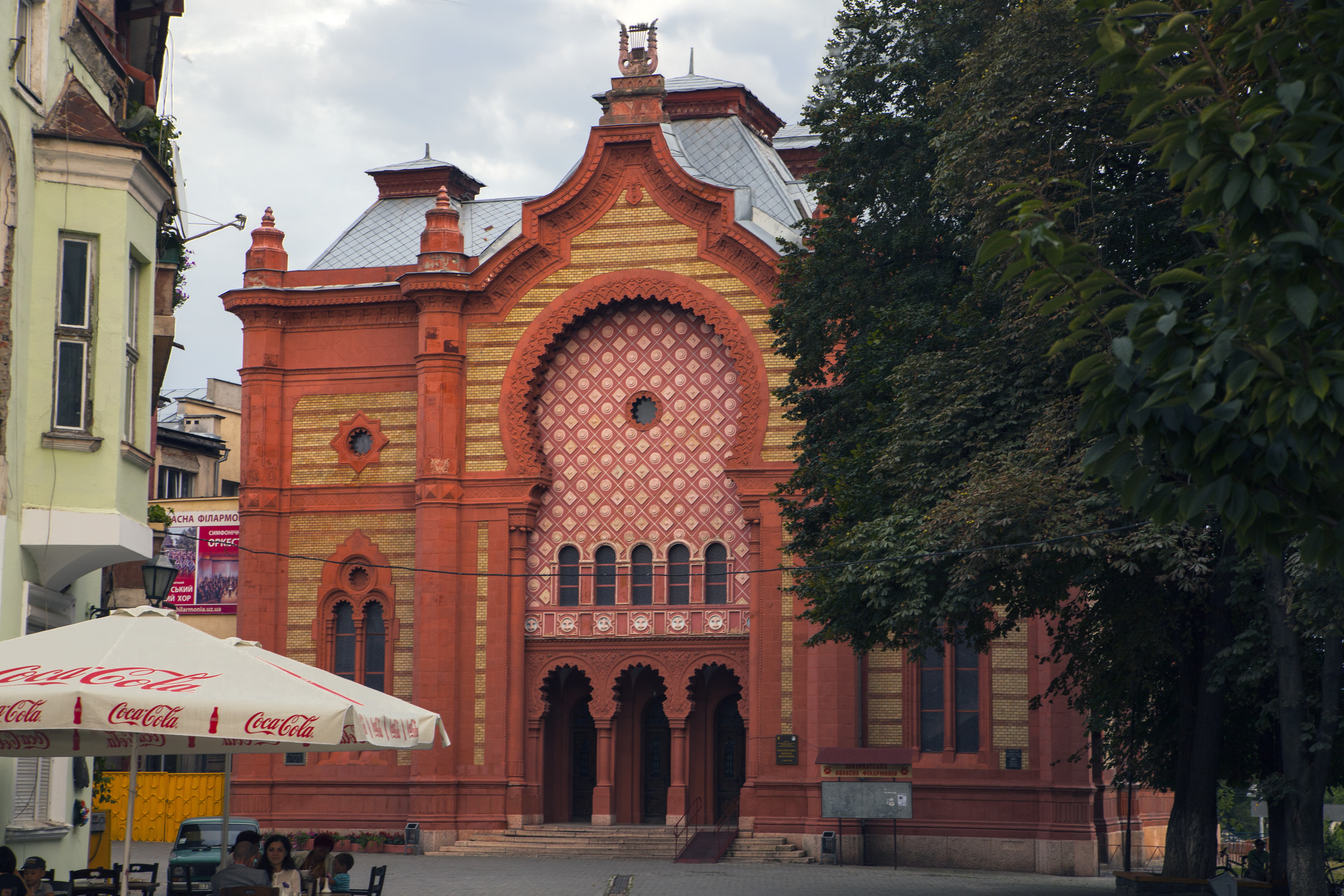
Ужгородская синагога
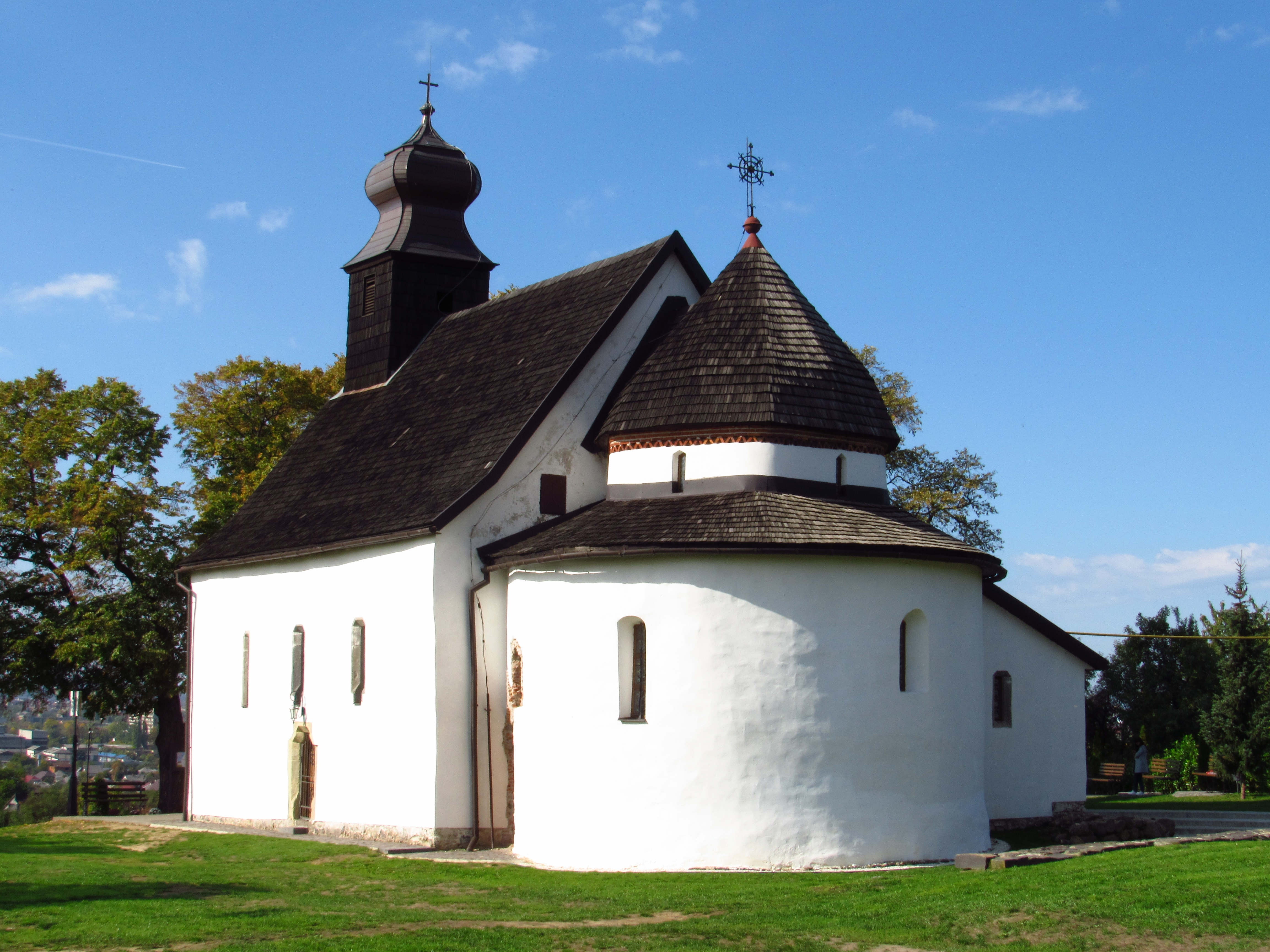
Горянская ротонда
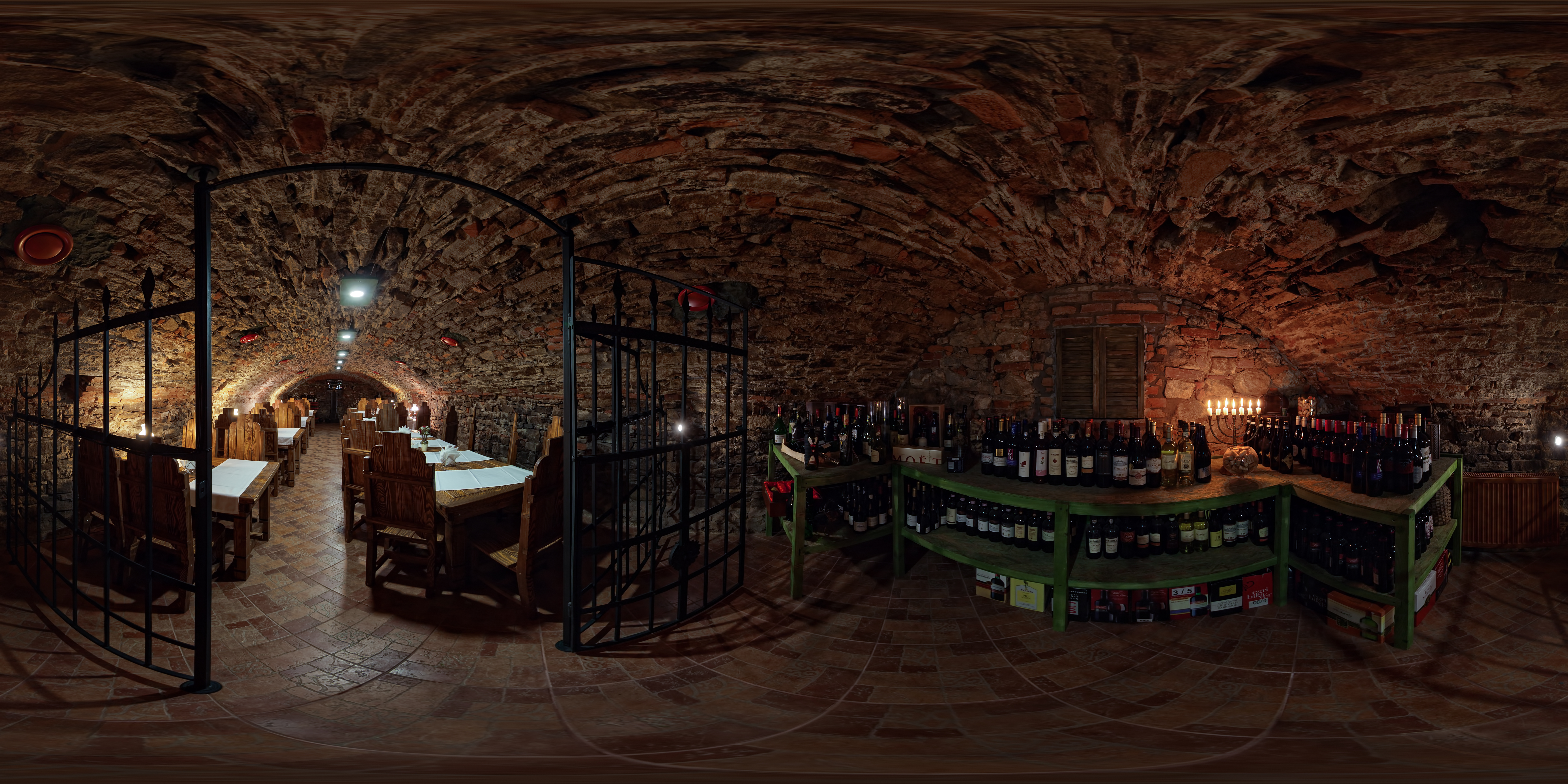
Винные подвалы на Замковой Горе

## СМИ, печатные издания
В Ужгороде ведут свою деятельность абсолютное большинство областных средств массовой информации. Отличительной чертой функционирования СМИ является многоязычие печатных, теле-, радио- и электронных СМИ. Среди общественно-политических изданий известны газеты «Новини Закарпаття», «Ужгород», «Реклама. Інформація. Огляд новин (РІО)», «Європа-центр», «Трибуна» (украиноязычные), спортивная газета «Спорт-Тайм», «Карпати игоз Со», «Карпатойло» (венгероязычные), «Эхо» — бюллетень Закарпатского областного благотворительного фонда «Хэсэд Шпира», «Подкарпатская Русь» (русскоязычные), «Подкарпатский словак» (словакоязычная), «Романи яг» (выходит на языке рома). В городе есть собственные печатные издания крупных предприятий, образовательных заведений, политических партий и общественных организаций.
Телевидение:
- Суспiльне Ужгород[31] (бывш. UA: Закарпатье, ОГТРК «Тиса-1») (спутниковое, эфирное и кабельное вещание)
- 21 Ужгород[32] (бывш. Данио, Первый Закарпатский Данио, 21-й телеканал (эфирное и кабельное вещание)
- ТРК «Первый кабельный»[33] (кабельное вещание в пределах Ужгорода и прилегающих сёл)

Радио:
- «Люкс ФМ»[34]
- «Русское радио»
- «Kiss-FM»
- «Хит-FM»
- «Тиса-FM»
- «Версия-плюс»
- РК «Громадське мовлення» («Общественное вещание»)[35]

Издательства:
- «Карпаты» — всеукраинское государственное многопрофильное издательство.

## Наука

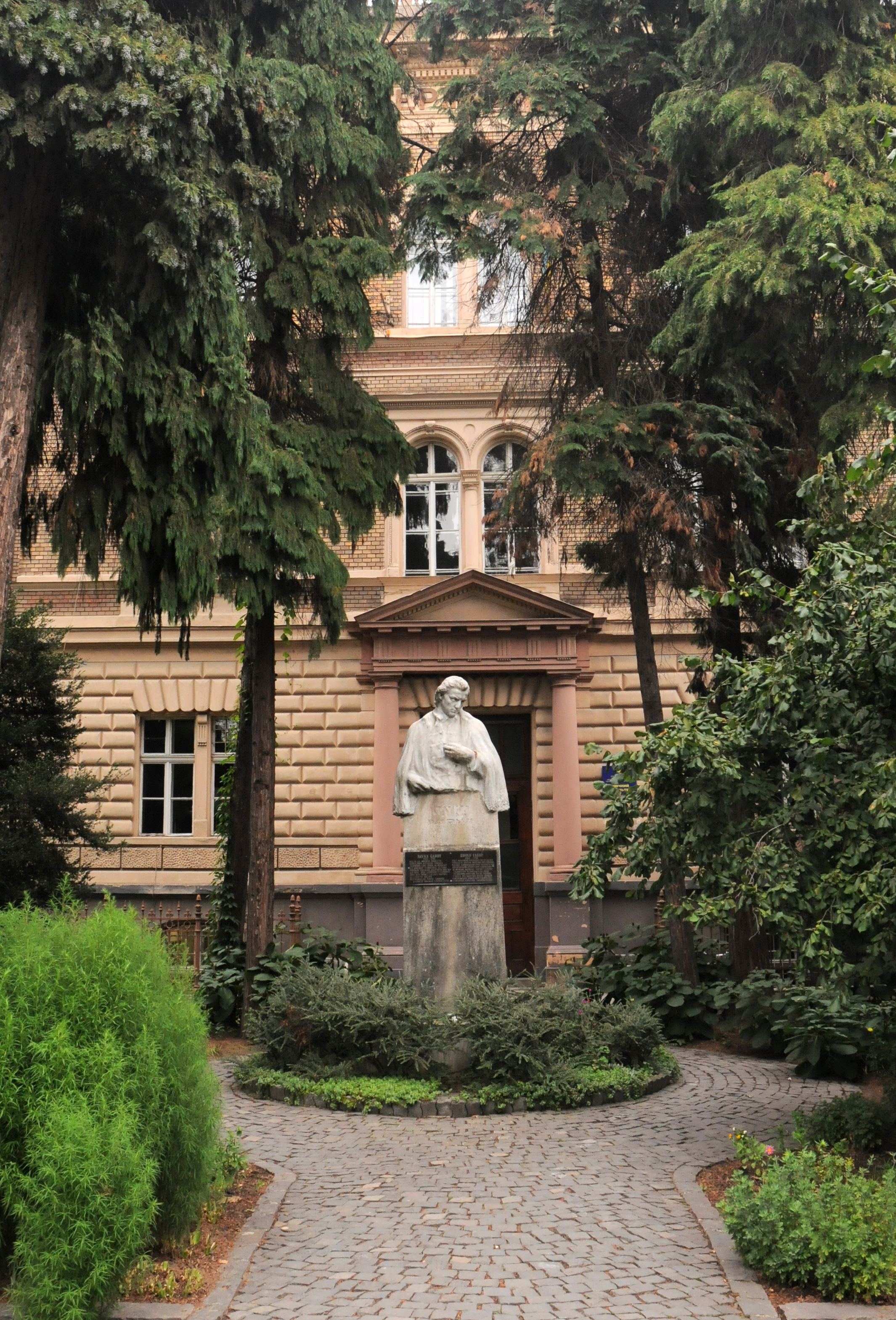
Здание химического факультета УжНУ

- Ужгородский национальный университет
- Институт электронной физики НАН Украины
- Закарпатский филиал Киевского славистического университета
- Естественно-гуманитарный колледж Ужгородского государственного института информатики, экономики и права
- Закарпатский институт методики обучения и воспитания, повышения квалификации педагогических кадров
- Ужгородский колледж искусств им. А. М. Эрдели
- Ужгородское музыкальное училище им Д. Е. Задора
- Закарпатский институт Межрегиональной академии управления персоналом
- Ужгородский коммерческий техникум
- Ужгородская Украинская Богословская Академия им. святых Кирилла и Мефодия

## Связь
Операторов мобильной связи три основных, которые работают в стандарте 4G+ обеспечивающий быстрый, качественный интернет : Киевстар , Vodafone , lifecell Возле словацкой границы можно поймать сигналы операторов Orange и T-Mobile. В центре города работают множество кафе с бесплатным Wi-Fi. Телевидение в основном кабельное и спутниковое. Также в Ужгороде ведётся цифровое эфирное вещание в формате DVB-T2.

## Спорт

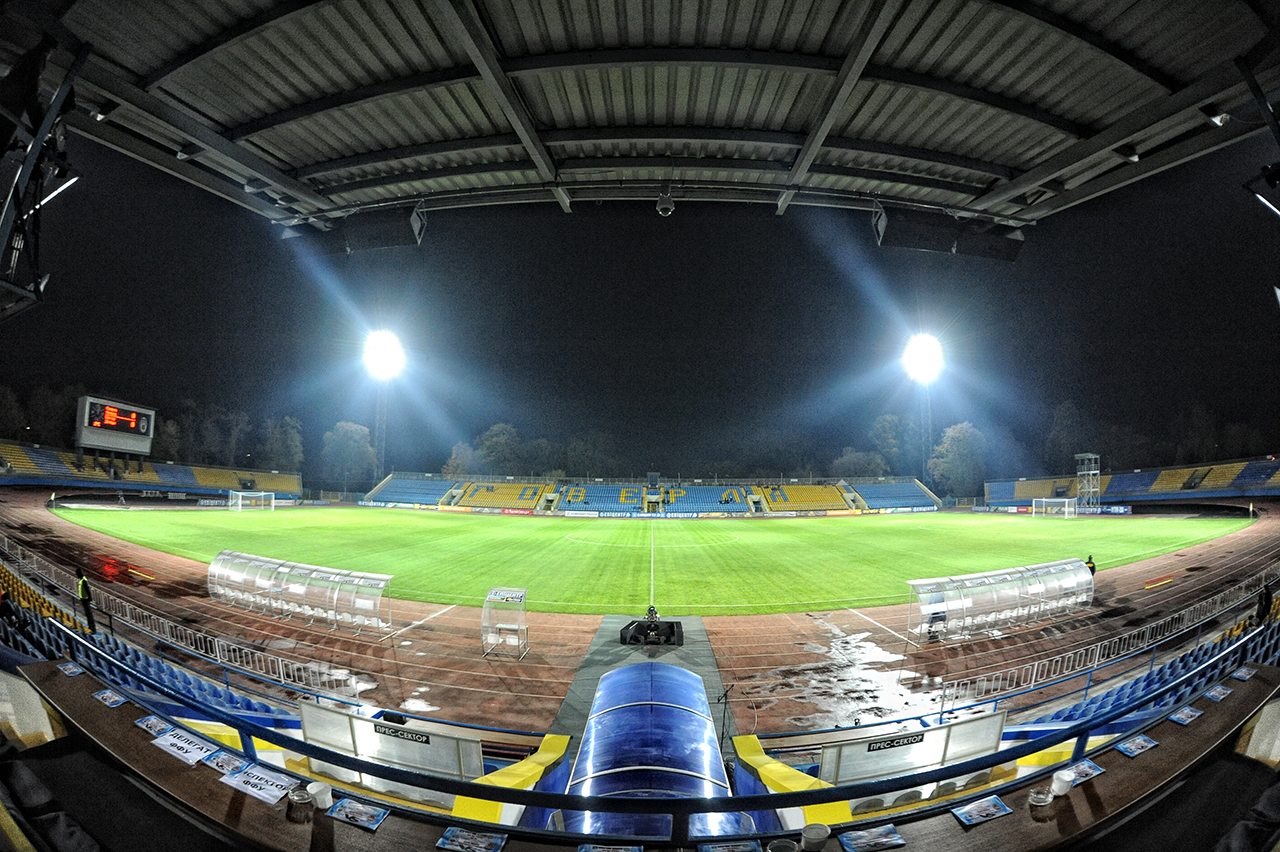
Стадион «Авангард»

Весной 1919 года в Ужгороде было создано первое Ужгородское рабочее общество, которое на протяжении двух десятилетий (1921—1941) занимало важное место в спортивной жизни Закарпатья.
В городе широкой популярностью пользуется футбольный клуб «Говерла». В высшей лиге клуб выступал четырежды, в сезоне 2001/02, 2004/05, 2005/06 и 2007/08. В сезоне 2008/09 «Говерла-Закарпатье» заняло первое место в Первой лиге и выступало в наивысшем дивизионе Украины в сезоне 2009/10 — Премьер-лиге. Воспитанниками клуба являются Йожеф Сабо — заслуженный тренер Украины, Василий Кобин — бывший игрок ФК «Шахтёр» и сборной Украины. Домашние матчи клуб проводит на стадионе «Авангард», и именно на этом стадионе проходят творческие конкурсы УжНУ по физкультуре (экзамены для поступления на факультет Здоровье человека) бег 100 м и 1000 м.
В женской гандбольной Суперлиге выступает один из ведущих клубов страны «Карпаты». В 2012, 2013 и 2014 годах клуб стал с тренером Борисом Петровским чемпионом Украины.

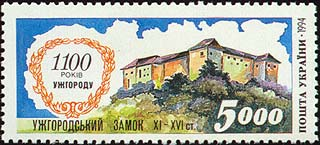
Почтовая марка Украины, 1995 год

## Города-побратимы
| Страна    | Город       | Год породнения        |
| --------- | ----------- | --------------------- |
| Германия  | Дармштадт   | 1992                  |
| США       | Корваллис   | 1992                  |
| Венгрия   | Ньиредьхаза | 1999                  |
| Чехия     | Ческа-Липа  | 2000                  |
| Венгрия   | Бекешчаба   | 2001                  |
| Словакия  | Михаловце   | 2001                  |
| Россия    | Орёл        | (отношения разорваны) |
| Дания     | Хорсенс     | 2002                  |
| Польша    | Ярослав     | 2002                  |
| Словакия  | Кошице      | 2003                  |
| Финляндия | Каяани      | 2003                  |
| Румыния   | Сату-Маре   | 2006                  |
| Польша    | Кросно      | 2008                  |
| Хорватия  | Пула        | 2008                  |
| Чехия     | Йиглава     | 2008                  |
| Хорватия  | Трогир      | 2010                  |
| Венгрия   | Шарошпатак  | 2011                  |
| Словакия  | Попрад      | 2022                  |

## Топографические карты
- Лист карты M-34-129 Ужгород. Масштаб: 1 : 100 000. Состояние местности на 1983 год. Издание 1985 г.